# Beetzsee (Gemeinde)
Beetzsee [ˈbeːʦeː] ist eine Gemeinde mit etwas mehr als 2400 Einwohnern im Landkreis Potsdam-Mittelmark in Brandenburg. Sie entstand 2002 durch den freiwilligen Zusammenschluss der Gemeinden Brielow, Radewege und Marzahne im Vorfeld der geplanten brandenburgischen Gemeindegebietsreform 2003. 2008 wechselte Marzahne zur Nachbarstadt Havelsee. Namensgeber für die Gemeinde war der zur Stadt Brandenburg an der Havel gehörende Beetzsee, einem Rinnensee, an dessen Westufer sie liegt. Die Gemeinde ist Sitz des gleichnamigen Amtes, dem neben Beetzsee weitere drei Gemeinden und die Stadt Havelsee angehören.
Die Landschaften der Gemeinde Beetzsee wie der See, Feuchtgebiete und Hochflächen sind in erster Linie eiszeitlichen Ursprungs. Weite Flächen sind verschiedentlich, beispielsweise als Naturpark, Landschafts- oder Naturschutzgebiet, unter Schutz gestellt. Neben den Schutzgebieten gibt es in den Orten Beetzsees ausgewiesene Natur-, Boden- und Baudenkmale. Aus prähistorischer Zeit stammen mehrere Funde in und um Beetzsee. Historisch ältester Ortsteil ist das im späten 13. Jahrhundert erstmals urkundlich erwähnte Dorf Brielow.

## Geografie

### Geografische Lage

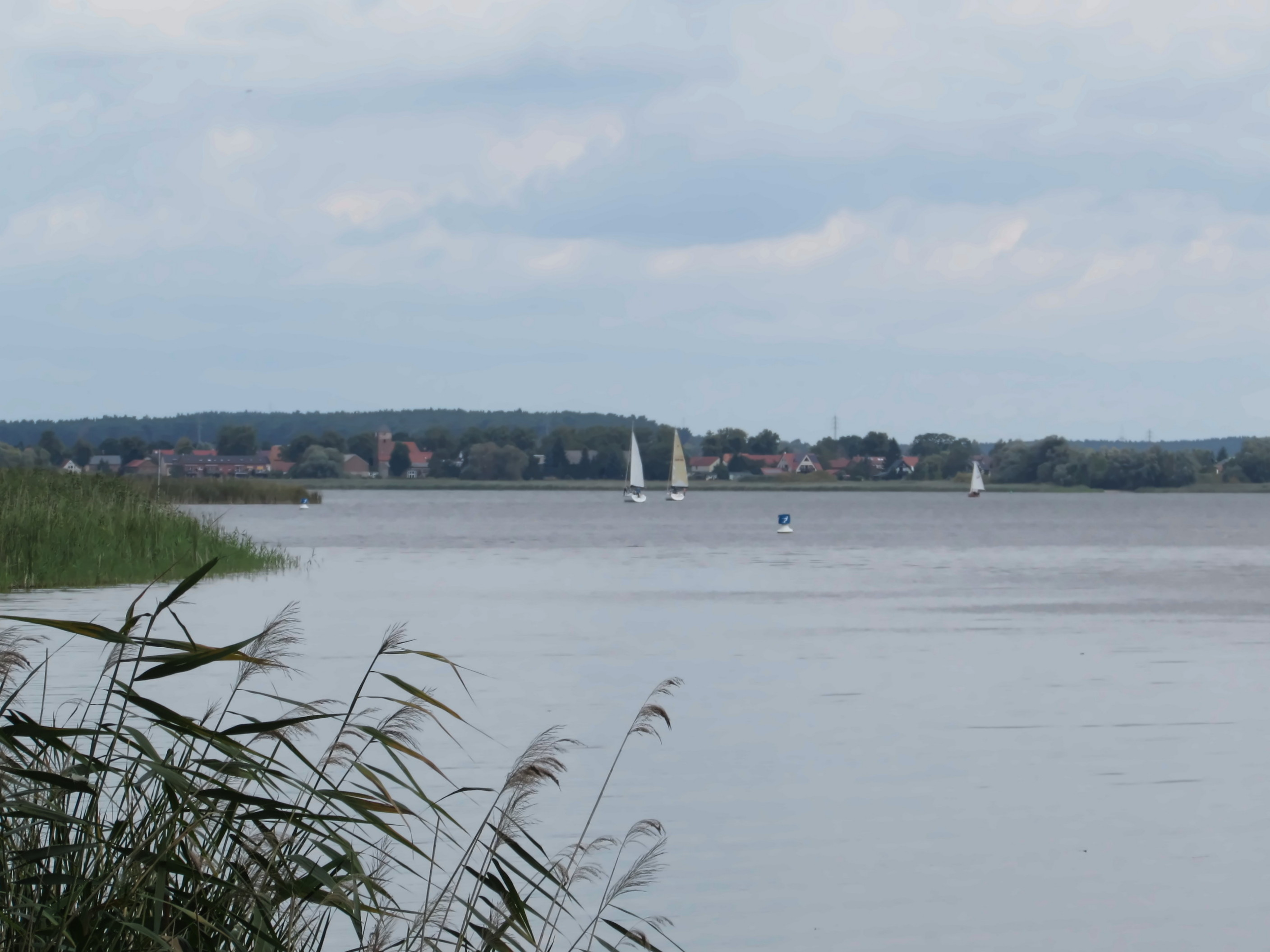
Blick über den Beetzsee auf Radewege

Die Gemeinde Beetzsee hat eine Fläche von etwa 21 Quadratkilometern. Der namensgebende Beetzsee liegt am östlichen Rand der Gemeinde. Direkte Nachbarstädte sind die Mittelstadt Brandenburg an der Havel im Süden als Oberzentrum der Region und die Kleinstadt Havelsee im Nordwesten.
Beetzsee befindet sich etwa 40 Kilometer westlich der Bundeshauptstadt Berlin und im westlichen Bereich der Metropolregion Berlin/Brandenburg. Das Beetzseeufer hat je nach Wasserstand eine Höhe von durchschnittlich 28 bis 29 Meter über Normalnull. Der höchstgelegene Punkt Beetzsees ist der 89,3 Meter hohe Schwarze Berg an der Grenze zu Havelsee. Die Erhebung ist Teil einer eiszeitlich gebildeten Hügelkette und ein südwestlicher Ausläufer der Nauener Platte. Zwischen den Hügeln liegen Trockentäler. Östlich der Hügelkette befindet sich das Gletscherzungenbecken beziehungsweise die Schmelzwasserrinne des Marzahner Fenns, durch dessen Talsohle die Gemeindegrenze zu Havelsee führt.

### Gemeindegliederung und Nachbarstädte und -gemeinden
Beetzsee gliedert sich in zwei Ortsteile. Brielow liegt im Süden der Gemeinde. Zu ihm gehört der Wohnplatz Brielow Ausbau direkt an der Grenze zur Stadt Brandenburg. Der nördliche beziehungsweise nordöstliche Ortsteil ist Radewege. Zu ihm gehört der zentral in der Gemeinde gelegene Wohnplatz Radewege Siedlung.
An die Gemeinde Beetzsee grenzen im Uhrzeigersinn folgende Städte und Gemeinden: Im Westen und Nordwesten die Stadt Havelsee mit den Ortsteilen Hohenferchesar und Marzahne, im Nordosten die Gemeinde Beetzseeheide mit dem Ortsteil Butzow. Sowohl Havelsee als auch Beetzseeheide gehören wie die Gemeinde Beetzsee zum Landkreis Potsdam-Mittelmark. Im Osten liegt der Beetzsee. Dieser gehört zur kreisfreien Stadt Brandenburg an der Havel, das östliche Seeufer mit dem Dorf Mötzow zu Beetzseeheide. Im Süden grenzt die Gemeinde an die Stadt Brandenburg.

### Geologie

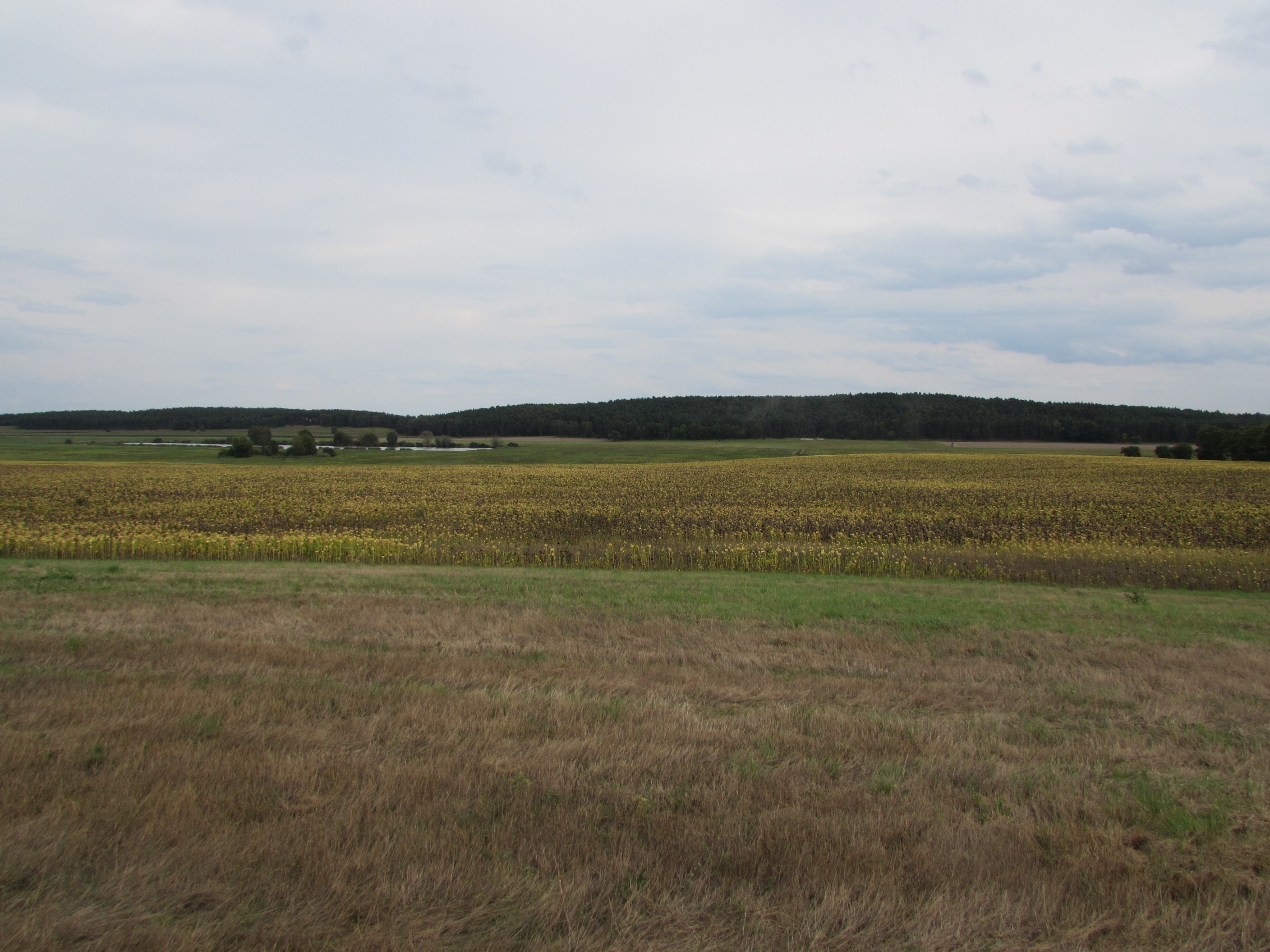
Hintergrund: Bewaldete Stauchmoräne Fichtenberg und Eichberg; Vordergrund: Gletscherzungenbecken Marzahner Fenn

Der östliche Teil der Gemeinde liegt in einer subglazialen Rinne, der Beetzseerinne, in der sich neben weiteren Seen der Beetzsee als typischer Rinnensee bildete. Diese Rinne entstand während der letzten, der Weichselkaltzeit, und verläuft zunächst von Nordost in südwestliche Richtung. Knapp unterhalb Radeweges knickt sie nach Süden ab.
Im westlichen beziehungsweise nordwestlichen Bereich bestimmen Ausläufer der ebenfalls eiszeitlich gebildeten hügligen Hochflächen der Nauener Platte das Bild. Der Stauchmoränenkomplex um den Schwarzen Berg soll in seinem Kern saalekaltzeitlich geprägt sein. Von der Stauchmoränenkuppe des Schwarzen Berges erstreckt sich in nordöstliche Richtung eine Hügelkette mit den Erhebungen Eichberg (69,2 Meter) und Fichtenberg (57,5 Meter) mit ebenfalls typischen, vorwiegend kiesigen bis feinsandigen Ablagerungen. Zwischen dieser und einer parallelen Hügelkette nordwestlich davon liegt in einem breiten und flachen Tal das Gletscherzungenbecken, das ebenfalls dem Fluss des Eises in südwestliche Richtung folgte, beziehungsweise die Schmelzwasserrinne Marzahner Fenn. Sie ist ohne natürlichen Abfluss von Moorbildung geprägt. Unmittelbar nördlich Radeweges liegt der Hasselberg mit 58,8 Metern, der ebenfalls zu einer Hügelkette gehört, eine Stauchmoräne darstellt und wie der Schwarze Berg an der Eisrandlage 2 der sogenannten Brandenburg-Phase entstand. Nördlich und südlich Brielows liegen Schmelzwasserrinnen. Teil der südlichen ist die Butter Laake, in der eine Vielzahl von Gräben zur Entwässerung angelegt wurden.

### Böden
Im Gebiet der Gemeinde Beetzsee dominieren vier Bodentypen. Im Süden rund um den Ortsteil Brielow findet man in erster Linie Auengley. Nur in einem schmalen Streifen der südlichen Schmelzwasserrinne gibt es Humusgley und Erdniedermoore. Vor allem im Westen und Nordwesten im Bereich der Hügelkette und im Nordosten um den Hasselberg sind hingegen Braunerden vorherrschend. Im breiten Tal zwischen den braunerdigen Erhebungen dominieren im Norden Pseudogleye. Dieser Bodentyp erstreckt sich über ein weites Areal bis nach Beetzseeheide hinein. Im Gebiet des Marzahner Fenns und in Bereichen nördlich und südöstlich Brielows findet man Erdniedermoore und Erdniederkalkmoore.

### Flächennutzung
| Flächennutzung 2012                 | Fläche in ha |
| ----------------------------------- | ------------ |
| Gebäude- und Freiflächen            | 174          |
| davon Wohnflächen                   | 90           |
| davon Gewerbe- und Industrieflächen | 21           |
| Verkehrsflächen                     | 70           |
| davon Straßen, Wege, Plätze         | 70           |
| Wasserflächen                       | 100          |
| Landwirtschaftsflächen              | 1297         |
| Waldflächen                         | 360          |
| Betriebsflächen                     | 3            |
| davon Abbauflächen                  | 3            |
| Erholungsflächen                    | 15           |
| davon Grünanlagen                   | 15           |
| Flächen anderer Nutzung             | 93           |
| davon Friedhöfe                     | 1            |
| davon Unland                        | 92           |
| Gesamtfläche                        | 2112         |

Fast 85 Prozent des Gemeindegebietes sind Wald, Wasser und Ackerland. Den mit Abstand größten Anteil haben mit 61,4 Prozent die landwirtschaftlichen Flächen. Der Anteil in der Kommune liegt deutlich über dem Landesdurchschnitt von etwa 49 Prozent. Unter dem Landesdurchschnitt liegt mit 17 Prozent der Anteil an Waldflächen, der brandenburgweit 35,6 Prozent ausmacht. Die größten Waldgebiete liegen im Bereich der eiszeitlichen Stauchmoränen im Westen Beetzsees. Wasserflächen haben mit 4,7 Prozent einen deutlich größeren Anteil an der Gesamtfläche als im Landesdurchschnitt des schon gewässerreichen Bundeslandes (3,4 Prozent), obwohl der Beetzsee vollständig zur Stadt Brandenburg und nicht zur gleichnamigen Gemeinde gehört. Ein nur geringer Flächenanteil Beetzsees ist bebaut. Die Art der tatsächlichen Nutzung der Flächen in Beetzsee ist in der Tabelle Flächennutzung 2012 aufgeschlüsselt.

### Gewässer

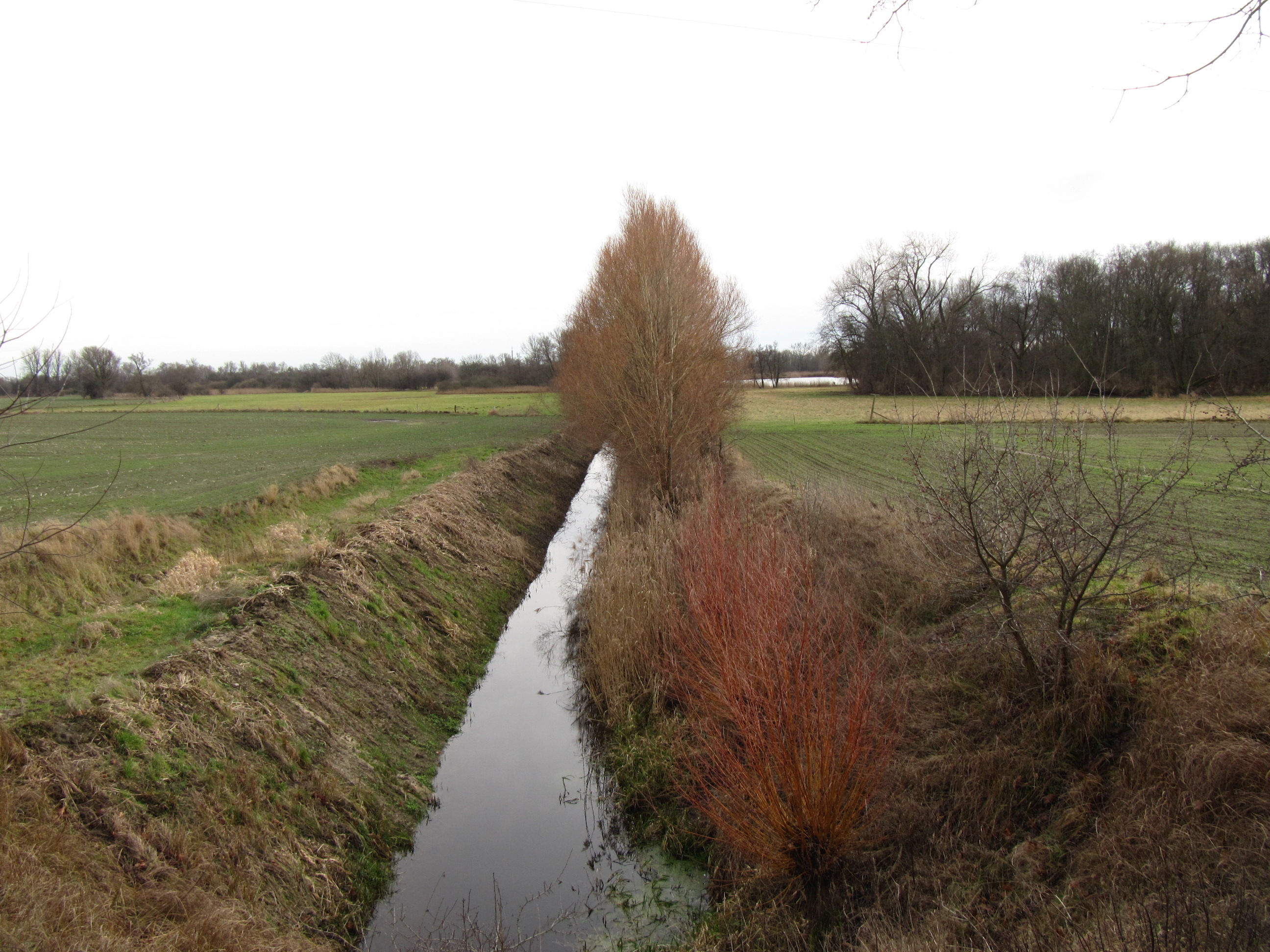
Der Russengraben bei Radewege

Beetzsee wird von einer Vielzahl von Gewässern geprägt. Dominierend ist der namensgebende Beetzsee im Osten, der jedoch selbst nicht zum Gemeindegebiet, sondern vollständig zur kreisfreien Stadt Brandenburg gehört. Die Gemeindegrenze liegt unmittelbar am Westufer des Sees. Der knapp 22 Kilometer lange Beetzsee entstand innerhalb einer eiszeitlichen Rinne, die durch vorschiebendes Inlandseis geformt wurde. Er ist auf Höhe der Gemeinde als Bundeswasserstraße der Klasse IV ausgewiesen. Bis in das 20. Jahrhundert spielte der See als Transportweg vor allem für die umliegenden Ziegeleien eine wichtige Rolle. Heute hat er in erster Linie für Tourismus und Wassersport eine zunehmende Bedeutung.
Neben dem Beetzsee gibt es noch eine große Anzahl weiterer Seen, die jedoch ausnahmslos anthropogenen Ursprungs sind. Es sind meist ehemalige Tongruben, in denen der Werkstoff für lokale Ziegeleien gewonnen wurde. Ein größerer Tongrubensee nordwestlich Brielows wurde im Landschaftsrahmenplan des Kreises Potsdam-Mittelmark als schwach eutroph, ein weiter See südöstlich als schwach polytroph beschrieben. Im Marzahner Fenn befindet sich ein rechteckiger See, der sich in einem ehemaligen Torfstich bildete. Flüsse gibt es in der Gemeinde nicht. Einzige Fließgewässer sind zur Drainage der Feuchtgebiete angelegte Gräben, die über Wehre gesteuert werden. So entwässert beispielsweise der sogenannte Schlangengraben einen Großteil der Butter Laake in Richtung des Beetzsees. Dabei durchfließt der Graben südöstlich von Brielow eine ehemalige Tongrube, ehe er in den Beetzsee mündet. Ein Wehr dient der Einstellung des Abflusses. Nur etwa einhundert Meter westlich des Schlangengrabens entspringt ebenfalls in der Butter Laake der Eisengraben, der die Gemeinde in westliche Richtung verlässt, innerhalb der Stadt Brandenburg Wasser des Bohnenländer Sees und in Havelsee des Kranepfuhls aufnimmt und südlich von Tieckow in die Untere Havel mündet.
Ein weiteres Grabensystem mit dem sogenannten Russengraben als Hauptarm drainiert das Marzahner Fenn. Zwischen Schwarzem Berg und Eichberg wird dieser Graben unterirdisch durch die Hügelkette geführt und mündet, nachdem er Wasser von einigen Tongrubenseen aufgenommen hat, südlich beziehungsweise westlich von Radewege in den Beetzsee. Dieses System wird mit vier Wehren im Russengraben gesteuert.

### Klima
In der Gemeinde Beetzsee herrscht gemäßigtes Klima, beeinflusst vom Kontinentalklima im Osten und vom atlantischen Seeklima im Westen. Die Niederschläge verteilen sich relativ gleichmäßig über das Jahr mit einem Maximum im Sommer, Trockenmonate gibt es nicht. Der durchschnittliche jährliche Niederschlag in der Gemeinde Beetzsee liegt bei 539 mm. Trockenster Monat ist der Februar mit einer Niederschlagsmenge von 32 mm, der meiste Niederschlag fällt durchschnittlich im Juni mit 64 mm.
Die Jahresdurchschnittstemperatur liegt bei 9,1 °C. Der wärmste Monat ist der Juli mit durchschnittlichen 18,3 °C. Im Januar, dem kältesten Monat, beträgt die Durchschnittstemperatur −0,2 °C.
|                        | Jan  | Feb  | Mär | Apr  | Mai  | Jun  | Jul  | Aug  | Sep  | Okt  | Nov | Dez  |   |      |
| Mittl. Temperatur (°C) | −0,2 | 0,6  | 3,9 | 8,4  | 13,4 | 16,8 | 18,3 | 18,0 | 14,4 | 9,7  | 4,6 | 1,3  | ⌀ | 9,1  |
| Mittl. Tagesmax. (°C)  | 2,2  | 3,5  | 7,9 | 13,2 | 18,8 | 22,1 | 23,4 | 23,2 | 19,1 | 13,4 | 7,2 | 3,6  | ⌀ | 13,2 |
| Mittl. Tagesmin. (°C)  | −2,6 | −2,3 | 0,0 | 3,6  | 8,0  | 11,5 | 13,3 | 12,9 | 9,7  | 6,1  | 2,1 | −0,9 | ⌀ | 5,2  |
|                        |      |      |     |      |      |      |      |      |      |      |     |      |   |      |
| Niederschlag (mm)      | 38   | 32   | 34  | 40   | 52   | 64   | 56   | 59   | 43   | 36   | 41  | 44   | Σ | 539  |

| −2,6 |

| −2,3 |

| 0,0 |

| 3,6 |

| 8,0 |

| 11,5 |

| 13,3 |

| 12,9 |

| 9,7 |

| 6,1 |

| 2,1 |

| −0,9 |

| −2,6 |

| −2,3 |

| 0,0 |

| 3,6 |

| 8,0 |

| 11,5 |

| 13,3 |

| 12,9 |

| 9,7 |

| 6,1 |

| 2,1 |

| −0,9 |

| N i e d e r s c h l a g | 38  | 32  | 34  | 40  | 52  | 64  | 56  | 59  | 43  | 36  | 41  | 44  |
|                         | Jan | Feb | Mär | Apr | Mai | Jun | Jul | Aug | Sep | Okt | Nov | Dez |

## Geschichte

### Ur- und Frühgeschichte

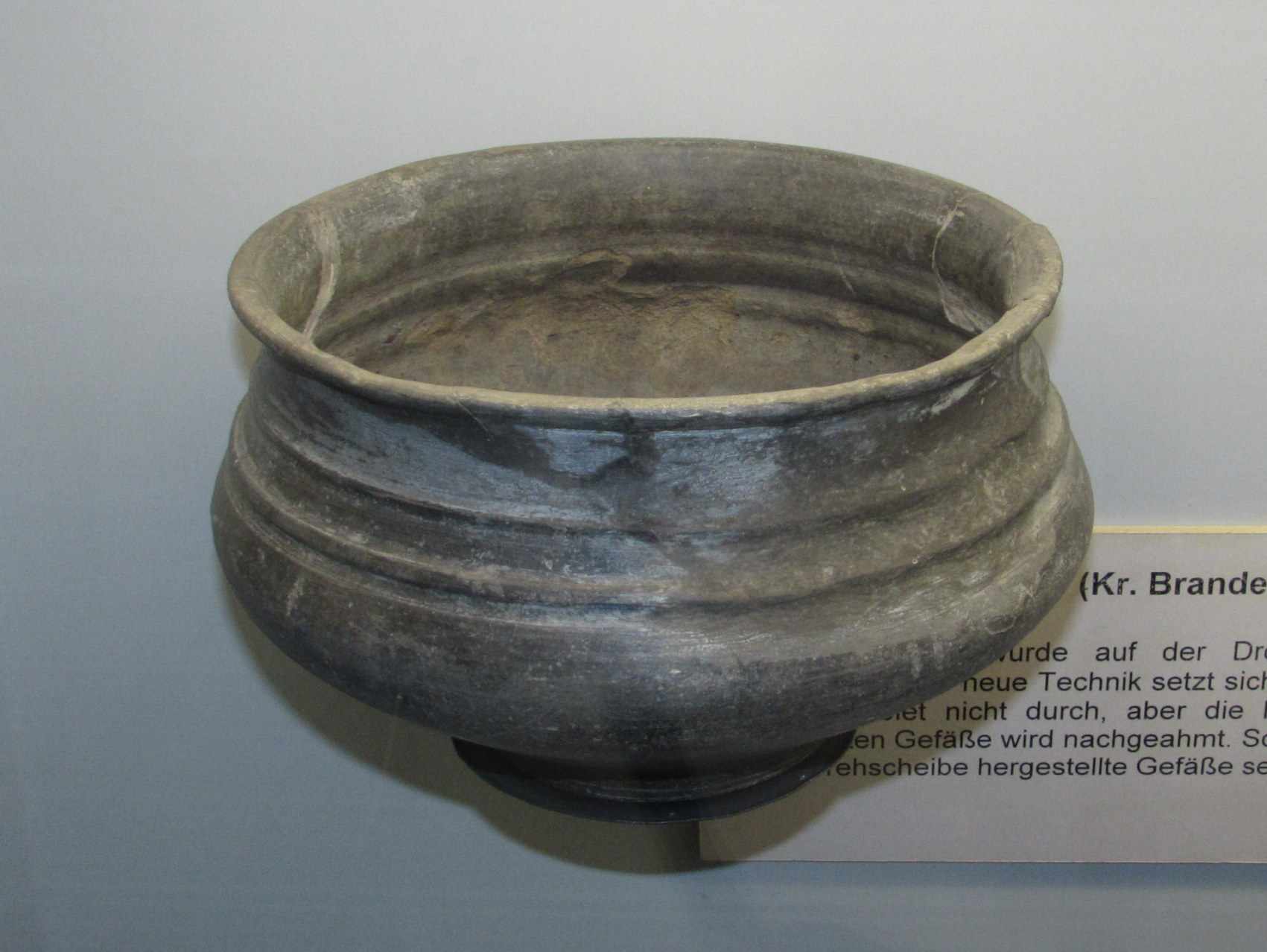
Graburne vom Hasselberg, Kreismuseum Jerichower Land in Genthin

Bereits in vorgeschichtlicher Zeit war die Gegend um die heutige Gemeinde Beetzsee von Menschen bewohnt. Anhand archäologischer Funde konnten Besiedlungen des Raums zwischen Havel und Beetzsee spätestens seit der mittleren Steinzeit nachgewiesen werden. So wurden in der Umgebung zahlreiche Artefakte aus Knochen und Geweih ausgegraben, die in die jungpaläolithische beziehungsweise mesolithische Zeit datiert werden konnten. Aus der jüngeren Steinzeit liegen ebenfalls Einzelfunde vor. So wurden am an der Grenze zur Gemeinde Beetzsee gelegenen Hasselberg Gräber der Havelländischen Kultur gesichert. Dabei wurden mehrere Hängegefäße gefunden. Diese sind teilweise im Museum für Vor- und Frühgeschichte Berlin ausgestellt.

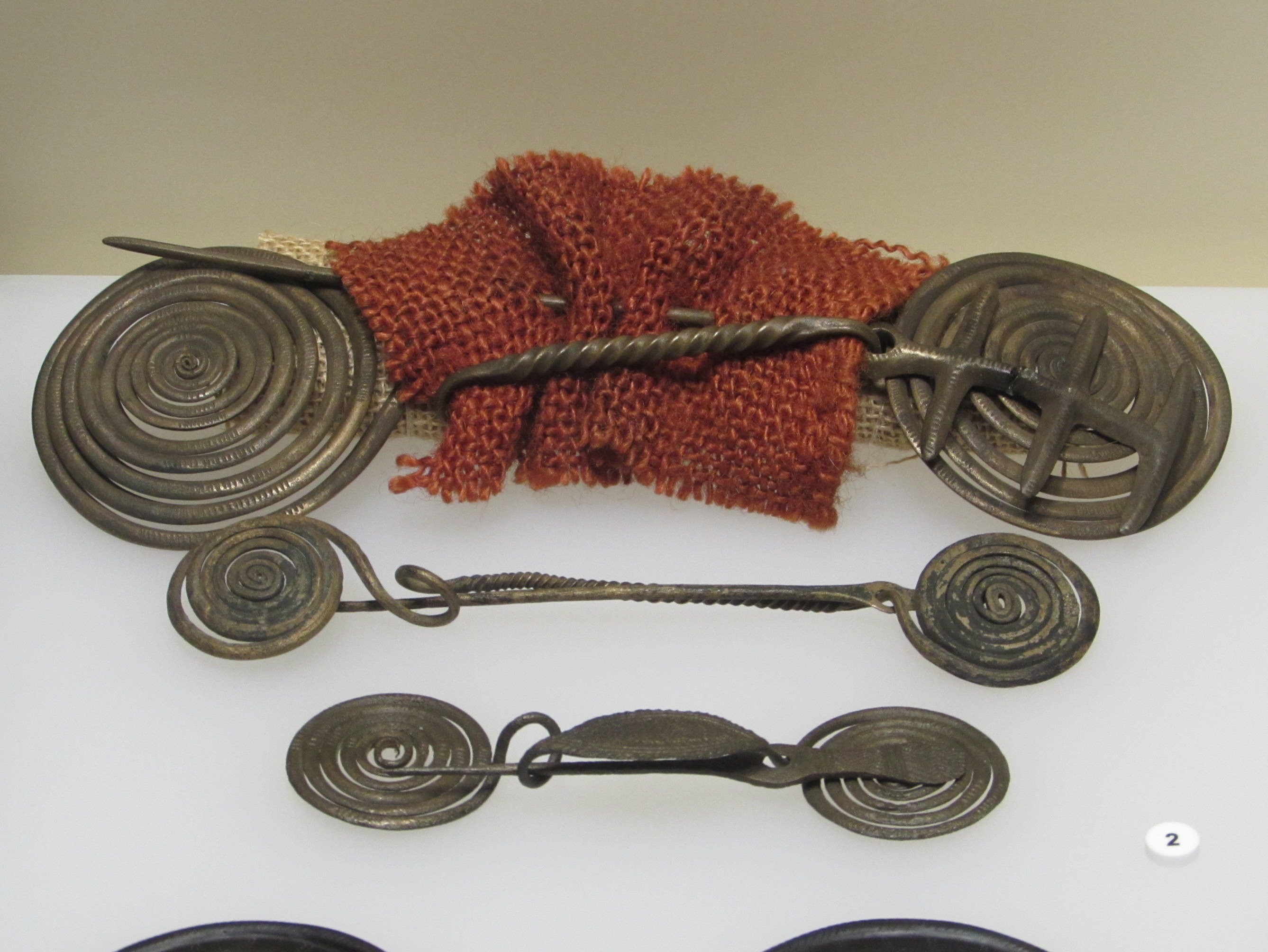
Bronzezeitliche Spiralplattenfibeln, Fundplätze Brielow, Tieckow, Kirchmöser, Archäologisches Landesmuseum Brandenburg

Aus der jüngeren Bronzezeit stammt ein am Schwarzen Berg entdecktes Urnengräberfeld. Dieses wurde bereits im 19. Jahrhundert entdeckt und besteht aus neun Einzelgräbern. Bei den Ausgrabungsarbeiten wurden neben den Urnen eine Vielzahl von Grabbeigaben wie Spiralplattenfibeln, Wendelringe, Fingerringe und Armringe gefunden. Weitere jungbronzezeitliche und eisenzeitliche Gräber konnten am Mühlenberg in Radewege entdeckt werden. Auf dem Hasselberg konnte neben den steinzeitlichen Gräbern einer der größten Urnengräberfriedhöfe des Elbe-Havelgebietes der späteren römischen Kaiserzeit bis zum Beginn der Zeit der Völkerwanderung gesichert werden. Es wurden zumeist schalenförmige Urnen ohne Beigaben gefunden. Die Funde wurden ins 3. bis ins 5. Jahrhundert datiert.
In seinem Werk Germania beschrieb Tacitus die Gegend östlich der Elbe bis an die Oder als Siedlungsgebiet des suebischen Stamms der Semnonen. Bis auf wenige Restgruppen verließen die Semnonen noch vor beziehungsweise spätestens während der Zeit der Völkerwanderung ab dem 3. beziehungsweise 4. Jahrhundert ihr altes Siedlungsgebiet an der Havel in Richtung des Rheins. Ab dem 5. beziehungsweise 6. Jahrhundert kam die germanische Siedlungstätigkeit weitgehend zum Erliegen. Es liegen ab dieser Zeit bis ins 8. Jahrhundert nur noch wenige archäologische Funde vor. Anfang des 8. Jahrhunderts wanderten Slawen in das nach der Abwanderung der Germanen weitgehend siedlungsleere Gebiet ein. Reste germanischer Bevölkerung gingen in der slawischen Mehrheitsbevölkerung auf. Aus frühslawischer Zeit datieren Funde entlang des Beetzseeufers. So wurden aus dieser Epoche vor allem Keramiken entdeckt.

### Mittelalter

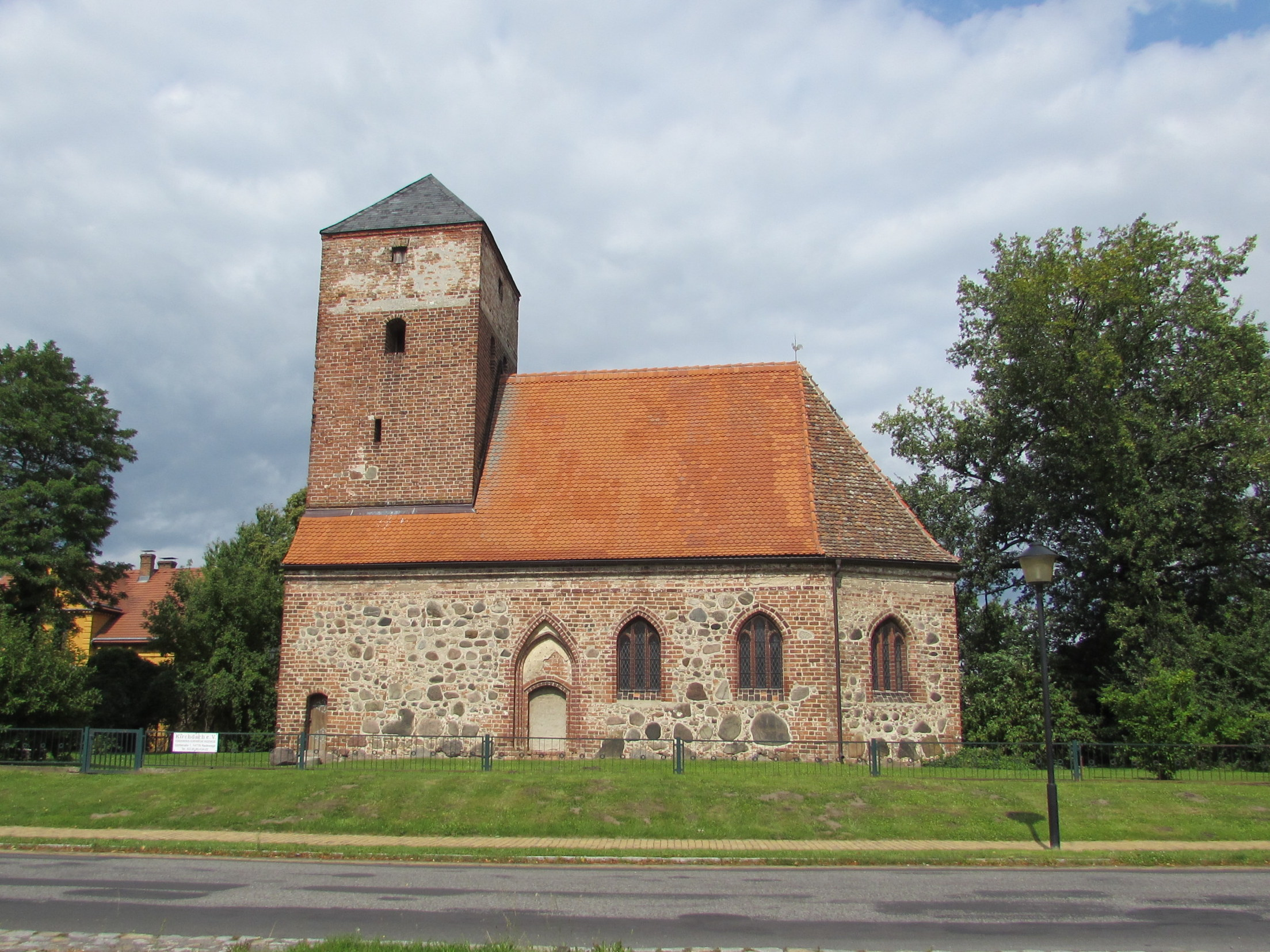
Dorfkirche Radewege

Nachdem die slawische Burg Brandenburg 20 Jahre zuvor von Heinrich I. erobert worden war, errichtete Kaiser Otto I. im Jahre 948 das Bistum Brandenburg. Da es 983 zu einem Aufstand der Slawen kam, bei dem Brandenburg mit seinen umliegenden Gebieten in die Hände heidnischer Slawen zurückfiel, lebten die Bischöfe ab dieser Zeit zwar formal in kontinuierlicher Besetzung, jedoch im Exil in Magdeburg als Titularbischöfe und hatten keine Herrschaft über ihre Gebiete im Osten an der Havel. Dieser Zustand bestand fast 200 Jahre, bis 1157 Albrecht der Bär Brandenburg zurückerobern konnte.
Die geschichtliche Zeit Beetzsees begann im Jahr 1290, als Brielow erstmals als „Brilow“ in einer Urkunde erwähnt wurde. Markgraf Otto IV. verkaufte das Dorf der Altstadt Brandenburg für „9 Mark Stendaler Geld und 21 Pfund Pfennige“ und befreite gleichzeitig die Stadt von Zöllen und der Dammarbeit für Brielow. Die erste schriftliche Erwähnung Radeweges als „Radenwede“ stammt aus dem Jahr 1335. Markgraf Ludwig I. verpflichtete in der Urkunde mehrere Dörfer entlang des Beetzsees, neben Radewege beispielsweise auch die Orte Butzow und Lünow bei der Instandhaltung von Dämmen und Wegen zu helfen. Im Jahr 1373 wurden Bürger der Altstadt als Besitzer mehrerer Hufen geführt. Ebenfalls Besitzungen im Dorf hatte der Bischof von Brandenburg.
Im Landbuch Karls IV. von 1375 wurden Brielow und Radewege erwähnt. Brielow wurde in diesen Aufzeichnungen mit 37 Hufen geführt, von denen zwei der Pfarrei gehörten. In Radewege wurden 42,5 Hufen gezählt. Daneben soll es noch drei Hufen für die Pfarrei und weiteres Schulzenland gegeben haben. An steuerlichen Einnahmen wurden für Brielow Geld und Getreide von den Bauern vermerkt, während die Kossäten jeweils ein Huhn abzugeben hatten. In Radewege habe ein Krug bestanden und ein abgabenpflichtiger Fischer gelebt.
Da Brielow der Altstadt gehörte, übte diese das Patronatsrecht aus und besetzte die Pfarrei mit eigenen Geistlichen. So leitete im Jahr 1377 ein brandenburgischer Altarist die örtliche Pfarrei. Die Pfarrei Radeweges wurde einerseits als Mutter- und andererseits als Filialkirche Brielows erwähnt. Im Jahr 1409 kam auch Radewege zur Altstadt, nachdem Kurfürst Jobst das Dorf an diese abgetreten hatte. Wie Brielow blieb auch Radewege bis in das 19. Jahrhundert in städtischem Besitz. Neben der Stadt hatte auch Johann von Quitzow und das Domkapitel Besitzungen in Radewege.
1413 wurde Radewege von Raubrittern des Erzbistums Magdeburg überfallen und verwüstet, kurze Zeit später aber wieder besiedelt. Brielow war ebenfalls überfallen worden. 1418, fünf Jahre nach der Plünderung durch die Raubritter, steckte Johann von Quitzow das Dorf Radewege in Brand.
Die Straßen und Dämme der Umgebung wurden nicht von der Altstadt, sondern von der Neustadt unterhalten. Die Altstadt war aufgrund der Schenkungsurkunde von 1290, nach der sie ausdrücklich von der Instandhaltung der Dämme und Straßen nach und um Brielow befreit war, dafür nicht heranzuziehen. In einem Vergleich zwischen beiden Städten wurde 1423 unter anderem bestimmt, dass der Rat der Altstadt jedoch für die Hufen Radeweges das Dammgeld, also die Kosten der Instandhaltung zu zahlen habe.

### Frühe und Neuere Neuzeit

Das Gebiet im Schmettauschen Kartenwerk (zweite Hälfte des 18. Jahrhunderts)

Zwischen den Ortschaften Brielow und Radewege wurde spätestens ab 1545 Wein angebaut. In diesem Jahr gestattete der Kurfürst Joachim I. der Altstadt den Weinbau auf dem Radeweger Berg. In diesem Zusammenhang hatte der altstädtische Rat Brielower Kossäten ausgezahlt, um so Wohnraum für die Weinbauern zu schaffen.
Bei einem Brand 1607 wurde die Dorfkirche in Radewege beschädigt und bis 1608 wieder instand gesetzt. Der Dreißigjährige Krieg (1618 bis 1648) traf auch das protestantische Brandenburg. Unter anderem drangen schwedische Truppen in das Gebiet um die Städte Altstadt und Neustadt ein. Aus dieser Zeit stammt der Name der Schwedenlinde, eines Naturdenkmals in Brielow. Einer Legende nach war unter diesem Baum ein im Krieg gefallener schwedischer Offizier beerdigt worden. An der westlichen Gemeindegrenze, zwischen dem Bohnenländer See und dem Grönschen Bruch, etwa zur Hälfte in der zu Brandenburg gehörenden Gemarkung Bohnenland, befinden sich die sogenannten Schwedenwälle, eine etwa 30 Meter breite und einen Kilometer lange Landwehr, bestehend aus zwei Wällen und drei Gräben. Sie waren bereits zuvor von der Altstadt angelegt worden und wurden von schwedischen Truppen im Dreißigjährigen Krieg verwendet.
1674 kam es abermals zu einem Krieg mit dem Königreich Schweden, dem zu dieser Zeit Pommern gehörte, und zu Verwüstungen um die Städte Altstadt und Neustadt. Während des Nordischen Krieges drangen schwedische Truppen aus Pommern in Brandenburg ein und besetzten 1675 unter anderem das westliche Havelland und plünderten eine Vielzahl von Ortschaften. Vor den anrückenden brandenburgischen Truppen zogen sich die Schweden über Brielow nach Norden zurück, wo es zur entscheidenden Schlacht bei Fehrbellin kam.
In einer Aufzeichnung im Jahr 1708 wurden für Radewege 16 Hufenbauern, ein Kossät, ein Schäfer und ein Schmied gezählt. 31 Jahre später sollen 140 Menschen im Ort gelebt haben. Brielows Einwohnerzahlen sollen seit dem Mittelalter bis etwa 1850 kontinuierlich zwischen 180 und 200 Personen gelegen haben, davon zwölf Hufenbauern, acht Kossäten und ein Schäfer, die in 27 bis 28 Häusern lebten. Zu einem Großbrand, der weite Teile des Dorfes zerstörte, kam es im Jahr 1727. 1774 übte der Küster Brielows gleichzeitig die Funktion des Dorfschullehrers aus. Radeweges Schule lag um das Jahr 1800 im südwestlichen und ein Spritzenhaus und eine Schmiede im östlichen Bereich des Dorfes. Für die Jahre 1813, 1890 und 1901 sind für Radewege mehrere Großbrände vermerkt.

Preußische Karte des 19. Jahrhunderts:
Ziegeleien rot, Tongruben violett umrandet

1815 wurden im Königreich Preußen nach den Befreiungskriegen und den damit zusammenhängenden politischen Veränderungen Provinzen gebildet. Die Gebiete um die Stadt Brandenburg wurden der neuen preußischen Provinz Brandenburg angegliedert. Ein Jahr später wurde in Brandenburg der Landkreis Westhavelland gegründet, zu dem die Orte Brielow und Radewege gehörten. In der gesamten Gegend entlang der Havel und der mit ihr verbundenen Seen gab es zu Beginn und im Verlauf des 19. Jahrhunderts und mit der beginnenden und voranschreitenden Industrialisierung in Preußen einen wirtschaftlichen Aufschwung. Aufgrund reicher Tonvorkommen in der Gegend und der Nähe des Sees wurden unter anderem um die Ortschaften Brielow und Radewege mehrere Ziegeleien errichtet. Die Havel ermöglichte einen Transport in die Industriezentren. Die gebrannten Klinker wurden vor Ort auf Lastkähne verladen und mit dem Schiff in die Städte Brandenburg, Potsdam und Berlin transportiert. Eine Schiffsladung bestand üblicherweise aus etwa 40.000 bis 50.000 Ziegelsteinen. Die Klinkerproduktion wurde teilweise noch bis zur Mitte des 20. Jahrhunderts aufrechterhalten. Dann erschöpften sich die Tonvorkommen und modernere Werkstoffe wurden eingesetzt. Aufgrund des wirtschaftlichen Aufschwungs durch die Ziegeleiindustrie wuchsen die Ortschaften entlang des Beetzsees in kurzer Zeit teilweise beträchtlich. So kam Brielow innerhalb weniger Jahre bis 1858 auf 322 Einwohner. Zu dieser Zeit gab es im Ort 38 Wohnhäuser und 111 Wirtschaftsgebäude, darunter vier Ziegeleien, während in Radewege sechs Jahre zuvor drei Ziegeleien gezählt wurden. Im 19. Jahrhundert hatte Beetzsee fünf Windmühlen, davon drei in Brielow und zwei in Radewege. 1886 wurde eine erste Molkerei in Radewege eingerichtet.

### 20. und 21. Jahrhundert

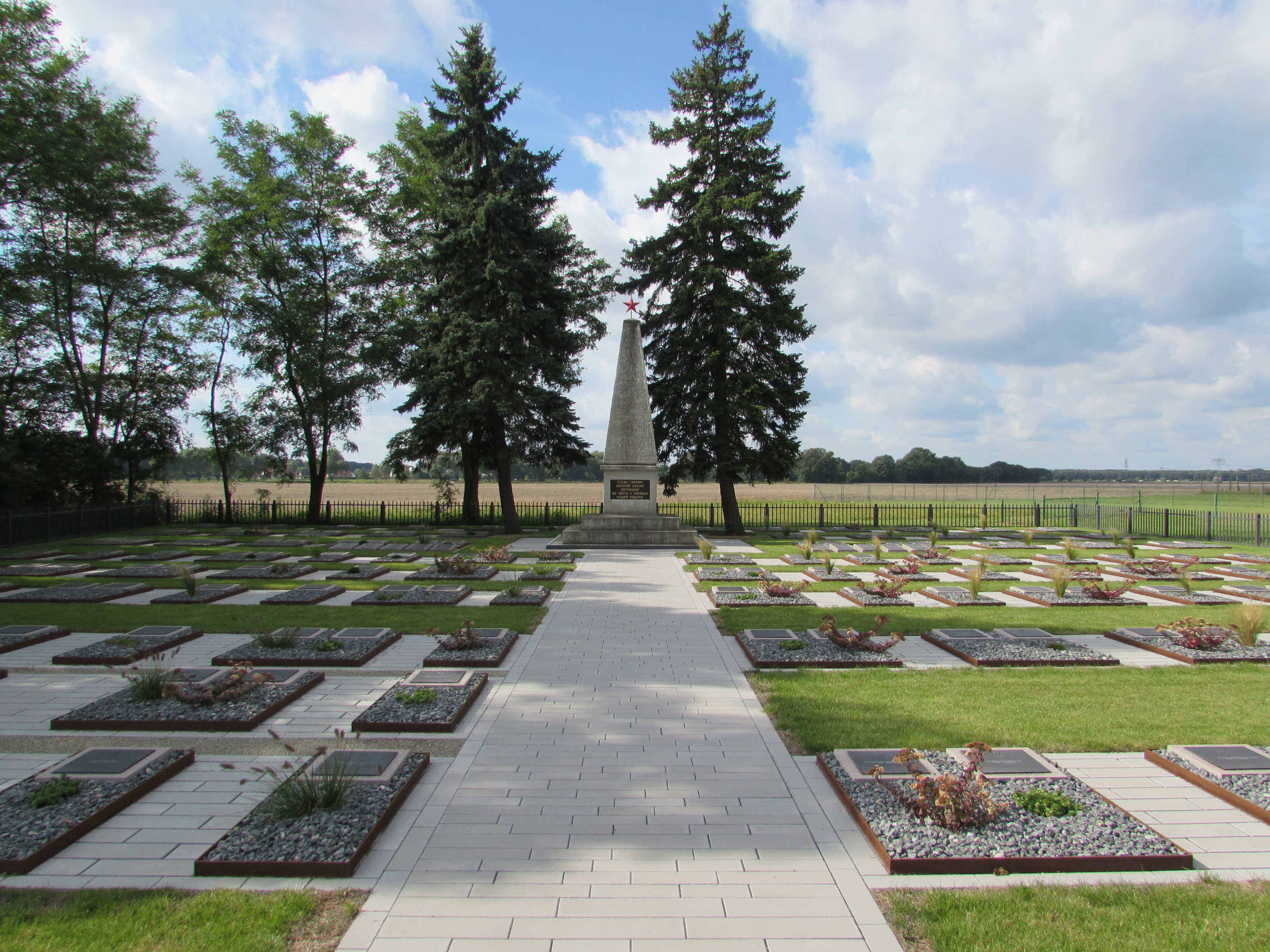
Brielows Soldatenfriedhof und Ehrenmal für sowjetische Gefallene des Zweiten Weltkriegs

1900 hatten neben weiteren Gewerbetreibenden der Besitzer einer Stärkefabrik und ein Petroleumhändler in Brielow ihren Sitz. Radewege wuchs vom alten Ortskern aus vor allem nach Osten entlang des Beetzseeufers. 1907 lebten im Ort ein Schmied, ein Bäckermeister, ein Ziegeleibesitzer, zwei Müller und es gab zwei Gasthöfe. Drei Jahre zuvor war Beetzsee an das deutsche Schienennetz angeschlossen worden. In diesem Jahr wurde eine über Brielow und Radewege führende Zweigstrecke der seit 1901 bestehenden Westhavelländischen Kreisbahnen eröffnet, die Brandenburg mit Nauen im Nordosten verband. Haltepunkte waren neben Brielow und Radewege im heutigen Beetzsee Radewege Ziegelei und Brielow Ausbau. Die Eisenbahnverbindung spielte vorrangig beim Güterverkehr für die Beetzseegemeinden vor allem für den Transport von landwirtschaftlichen Produkten und Ziegeleierzeugnissen eine wichtige Rolle. Nach dem Niedergang des Bahnverkehrs wurde die Verbindung über Brielow und Radewege 1969 eingestellt und in der Folge zurückgebaut. Lediglich Brielow Ausbau verfügt noch über eine kurze Anbindung, die als Abstellgleis verwendet wird.
Im Ersten Weltkrieg fielen 34 Bewohner Brielows oder wurden als vermisst gemeldet. Aus Radewege waren es 29. In der Zwischenkriegszeit wuchs die Bevölkerung weiter rasch an. So lebten in Radewege 1933 607, sechs Jahre später bereits 672 Personen. Im selben Zeitraum wuchs die Bevölkerung Brielows von 679 auf 829 an.
Während der letzten Wochen des Zweiten Weltkriegs kam es nördlich von Brandenburg zu größeren Kampfhandlungen. Dabei ließen ab Ende April 1945 über 300 sowjetische Soldaten ihr Leben. Sie wurden am südlichen Rand von Brielow beerdigt. 1947 wurde dieser Friedhof zu einer Gedenkstätte mit Ehrenmal ausgebaut. Für Radewege werden 23 und für Brielow 49 gefallene oder vermisste Bewohner als Opfer des Krieges angegeben.
Im Zuge der Bodenreform in der Sowjetischen Besatzungszone ab 1945 wurde Landbesitz, welcher größer als 100 Hektar war, enteignet und unter landloser oder landarmer Bevölkerung neu aufgeteilt. Dies betraf beispielsweise in Radewege ein Gut mit 177 Hektar. 1952 fand in der 1949 gegründeten DDR eine Verwaltungsreform statt. Die Länder wurden aufgelöst und dafür Bezirke gebildet. In diesem Zusammenhang war auch eine Umstrukturierung der bestehenden Kreise notwendig geworden. So wurde der Landkreis Westhavelland, zu dem die Orte gehörten, aufgelöst, und die Gemeinden dem neuen Kreis Brandenburg (Land) im Bezirk Potsdam angegliedert. Ab 1953 erfolgte wie überall in der DDR in den heutigen Ortsteilen Beetzsees die Kollektivierung der Agrarbetriebe, die durch die Bodenreform teils sehr klein waren, um rentabel beziehungsweise effektiv geführt zu werden, in Landwirtschaftlichen Produktionsgenossenschaften (LPG). In Brielow wurde eine große Rindermastanlage eingerichtet. Daneben wurde Brielow Sitz einer Kooperativen Abteilung Pflanzenproduktion (KAP), der die Pflanzenproduktionen der LPG der Umgebung angegliedert wurden.
Mit den politischen Umwälzungen der Jahre 1989 und 1990 kam es wiederum zu Veränderungen. 1990 wurde der Bezirk Potsdam aufgelöst und ging im wiedergegründeten Land Brandenburg auf. Nach der Wiedervereinigung wurde 1993 der neue Landkreis Potsdam-Mittelmark gegründet, in dem der Landkreis Brandenburg aufging. Im Vorfeld der für 2003 geplanten brandenburgischen Gemeindegebietsreform schlossen sich zum 1. Februar 2002 Brielow, Radewege und Marzahne freiwillig zur Gemeinde Beetzsee zusammen. Am 1. Januar 2008 wechselte Marzahne in die benachbarte Stadt Havelsee. Im Zuge der Suburbanisierung um die Stadt Brandenburg in den Nachwendejahren verzeichneten Brielow und Radewege teilweise starke Zuzüge. In diesem Zusammenhang wurden neue Siedlungen mit Einfamilienhäusern errichtet.

### Gemeinde- und Ortsnamen
Der Name Beetzsee wurde für die Gemeinde gewählt, da eine Neugründung unter Einbeziehung aller fusionswilligen Orte und keine Eingemeindung in einen Ort beabsichtigt war. Dies sollte durch einen neuen Namen deutlich werden. Da der angrenzende See das Bild der Gemeinde dominiert, fiel die Wahl auf Beetzsee. Der Ursprung des Namens Beetzsee ist nicht genau geklärt. So wird beispielsweise ein eventueller Zusammenhang zu anderen möglichen Namen von Seen (Bützsee, Bötzsee, Bützowsee) hergestellt. Ein Entlehnung aus dem Urslawischen wird diskutiert. So wird beispielsweise ein Bezug zu bъčъ für „großes Gefäß“ oder „Feldbrunnen“ oder bučatri für „vor Feuchtigkeit anschwellen“ oder „faulen“ vermutet.
Der Name Brielows ist wie der der meisten umliegenden Ortschaften slawischen Ursprungs. Erstmals urkundlich erwähnt wurde der Ort als „Brilow“ 1290. Der Name leitet sich vom polabischen Wort bryla für „Klumpen“ oder „Scholle“ ab. Mit Brielow wird also eine Ortschaft auf klumpigem beziehungsweise scholligem Gelände beschrieben. Radewege wurde erstmals 1335 urkundlich als „Radenwede“ erwähnt. Der Ursprung dieses Namens ist nicht genau geklärt. Möglich erscheint der slawische Personenname Radoved, sodass Radewege als Wohnstätte eines Mannes dieses Namens beschrieben wurde.

## Bevölkerungsentwicklung
Im Jahr 1875 hatten Brielow und Radewege zusammen eine Bevölkerung von 1149 Bewohnern. In den folgenden Jahrzehnten bis zum Ausbruch des Zweiten Weltkriegs stieg diese langsam an, sodass 1939 bereits 1500 Menschen in den Orten lebten. Der Zuzug von Flüchtlingen und Vertriebenen nach 1945 brachte einen sprunghaften Anstieg auf ein erstes Maximum von 1709 Einwohnern 1950. Bis 1989 fiel dieser Wert langsam ab und die Bevölkerung betrug noch 1314 Bewohner. Nach der Wiedervereinigung Deutschlands profitierten Brielow und Radewege von der zunehmenden Suburbanisierung Brandenburgs. Neue Wohngebiete mit Eigentumshäusern entstanden.
| Jahr | Einwohner |
| ---- | --------- |
| 2002 | 2.849     |
| 2005 | 2.789     |
| 2010 | 2.510     |
| 2015 | 2.512     |
| 2020 | 2.661     |

| Jahr | Einwohner |
| ---- | --------- |
| 2021 | 2.699     |
| 2022 | 2.688     |
| 2023 | 2.691     |
| 2024 | 2.696     |

Gebietsstand des jeweiligen Jahres, Einwohnerzahl: Stand 31. Dezember, ab 2011 auf Basis des Zensus 2011, ab 2022 auf Basis des Zensus 2022

## Politik

### Gemeindevertretung
Die Gemeindevertretung von Beetzsee besteht entsprechend der Einwohnerzahl der Gemeinde aus 16 Gemeindevertretern und dem ehrenamtlichen Bürgermeister. Die Kommunalwahl am 9. Juni 2024 führte bei einer Wahlbeteiligung von 68,7 % zu folgendem Ergebnis:
| Partei / Wählergruppe              | Stimmenanteil 2019 | Sitze 2019 |        | Stimmenanteil 2024 | Sitze 2024 |
| ---------------------------------- | ------------------ | ---------- | ------ | ------------------ | ---------- |
| Bürgerliste Beetzsee               | 34,9 %             | 6          | 31,9 % | 5                  |            |
| Initiative für Beetzsee            | 21,2 %             | 3          | 31,2 % | 4                  |            |
| Pro Fraktion für Recht und Ordnung | 17,9 %             | 3          | 17,2 % | 3                  |            |
| CDU                                | 18,1 %             | 3          | 12,0 % | 2                  |            |
| SPD                                | –                  | –          | 07,7 % | 1                  |            |
| Die Linke                          | 05,3 %             | 1          | –      | –                  |            |
| Einzelbewerber Alexander Hauschild | 02,7 %             | –          | –      | –                  |            |
| Insgesamt                          | 100 %              | 16         | 100 %  | 15                 |            |

Bei der Wahl 2024 entfielen auf die Initiative für Beetzsee fünf Sitze, von denen einer unbesetzt bleibt, weil die sie nur vier Kandidaten nominiert hatte.

### Bürgermeister
- 2003–2014: Manfrad Goretzki (Bürgerliste Beetzsee)
- 2014–2019: Rainer Britzmann (CDU)
- seit 2024: Torsten Richter (Initiative für Beetzsee)

Richter wurde in der Bürgermeisterstichwahl am 16. Juni 2019 mit 72,5 % der gültigen Stimmen gewählt. Am 9. Juni 2024 wurde er ohne Gegenkandidat mit 84,8 % der gültigen Stimmen in seinem Amt bestätigt. Seine Amtszeit beträgt fünf Jahre.

### Wappen
Die 2002 gegründete Gemeinde Beetzsee führt bislang kein Wappen.

## Sehenswürdigkeiten

### Bauwerke

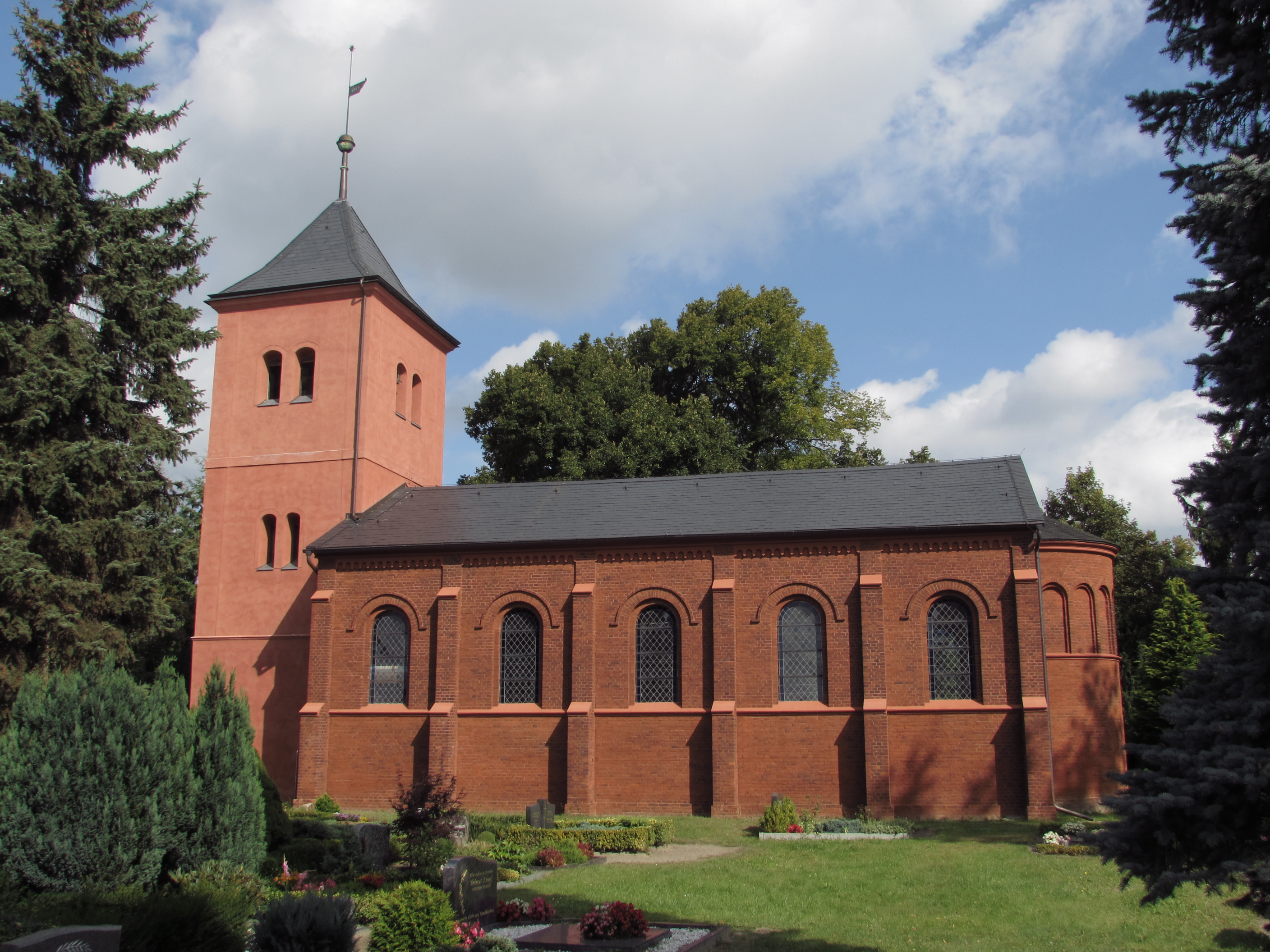
Dorfkirche Brielow

Sehenswert ist in Brielow die Dorfkirche, eine Saalkirche mit einem barocken Turm aus dem 17. beziehungsweise 18. Jahrhundert und einem historistischen Kirchenschiff aus dem Jahr 1873. Der barocke Westturm ist schlicht gestaltet, das Schiff im Stil der Neuromanik gebaut. Es wurde aus roten Klinkern, dem typischen Werkstoff der Region dieser Zeit, gemauert. Auf der Nordseite befindet sich zentral in einem Risalit das Hauptportal der Kirche. Es ist zweistufig und hat ein verkröpftes Gesims. Die Kirche befindet sich versteckt beziehungsweise durch ein weiteres Gebäude und Bäume verdeckt, abseits der Brielower Hauptstraße. Der Zugang vom Dorf erfolgt durch ein altes schmiedeeisernes Tor. Entlang der Hauptstraße gibt es neben der Kirche weitere denkmalgeschützte Gebäude. So sind das Gutshaus in der Hauptstraße 41 und die Wohnhäuser Hauptstraße 7 und 34 als Baudenkmale ausgewiesen. Am südlichen Dorfausgang befindet sich ein Militärfriedhof mit einem sowjetischen Ehrenmal für die zum Ende des Zweiten Weltkriegs in und um Brielow gefallenen Soldaten der Roten Armee. Insgesamt wurden auf dem Friedhof 368 Soldaten und 23 Zivilisten beerdigt.

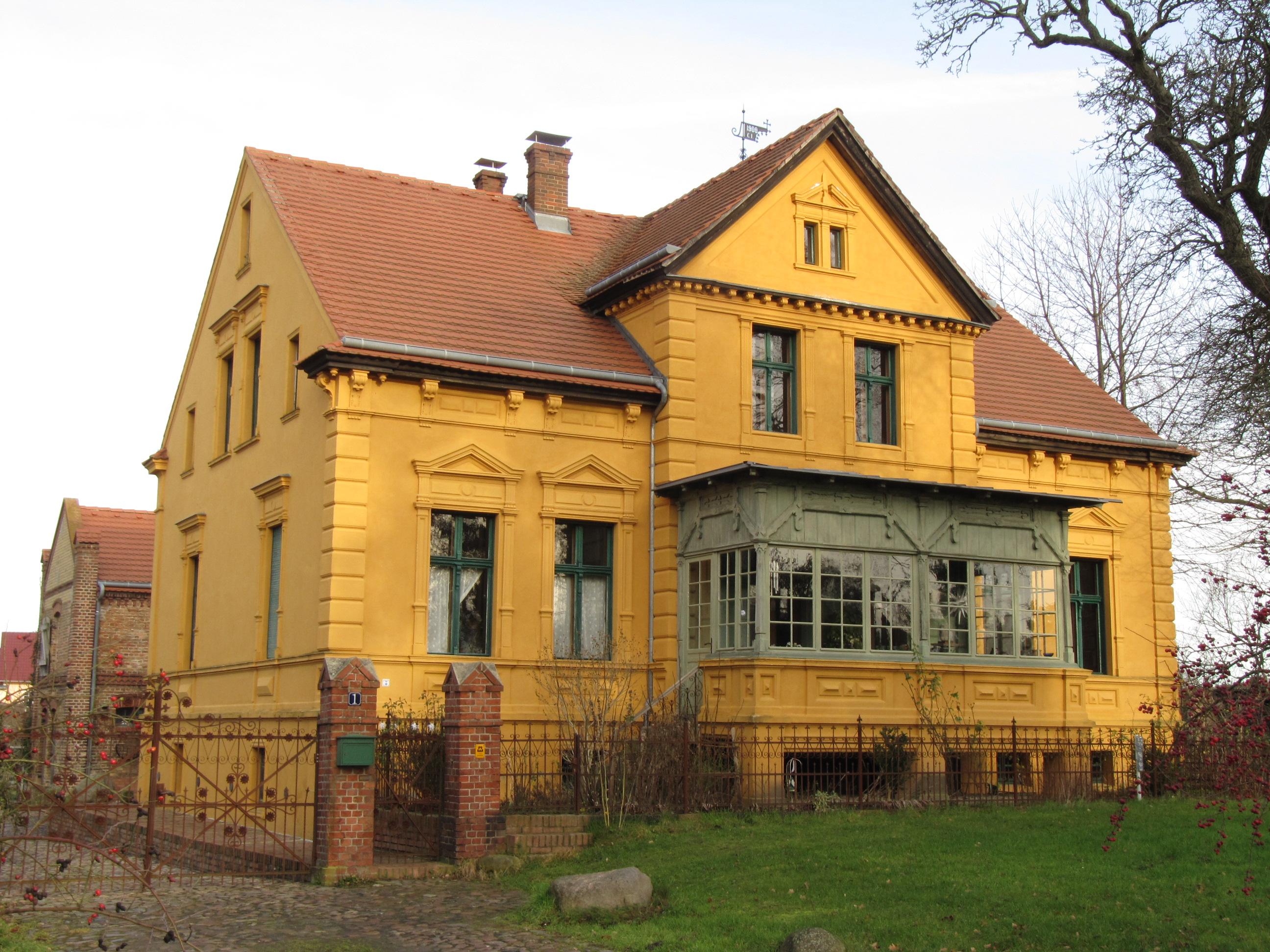
Baudenkmal in der Radeweger Dorfstraße 1

Die Radeweger Dorfkirche ist eine Saalkirche im Zentrum des Dorfes. Um das Jahr 1400 herum soll die Hauptbauphase anzusetzen sein. 1607 wurde die Kirche bei einem Brand beschädigt und bis 1608 wieder neu aufgebaut. Im 18. Jahrhundert wurde der Kirchturm ausgebaut. So wurde ihm eine zwiebelförmige Turmhaube aufgesetzt. Das heutige flache Zeltdach wurde nach 1973 aufgesetzt, nachdem die vorbestehende Turmhaube in Folge eines Blitzeinschlags beschädigt worden war. Die Kirche mit Westturm, Schiff und Chor wurde aus roten Ziegelsteinen und aus Feldsteinen mit Kalkmörtel gemauert. Den Innenraum trägt ein klassisches gemauertes Kreuzrippengewölbe und Dienste. Die Orgel nach Plänen des Orgelbaumeisters Carl Eduard Gesell, eine sogenannte Schleifladenorgel, wurde in den Jahren 1894 und 1895 auf der neu errichteten Westempore gebaut. Eine hölzerne Renaissance-Kanzel stammt aus der zweiten Hälfte des 16. Jahrhunderts. Neben dieser Kanzel wurde eine kunstvoll vorkragende Sakramentsnische eingearbeitet. Über dieser steht eine hölzerne, farbig gefasste Madonna mit Kind. Um die Sakramentsnische wurde die Nordostwand des Chores farbig mit einem gemalten Blattwerk verziert. Neben der Kirche stehen in Radewege die Wohnhäuser in der Dorfstraße 1 und 58 unter Denkmalschutz.
Die Liste der Baudenkmale in Beetzsee enthält die in der Denkmalliste des Landes Brandenburg eingetragenen Baudenkmale.

### Natur- und Bodendenkmale
Im Brielower Kirchhof südlich der Kirche steht ein jahrhundertealtes Naturdenkmal, die Schwedenlinde. Unter ihr soll ein während des Dreißigjährigen Krieges gefallener schwedischer Offizier beerdigt sein. Der Baum wurde im Laufe der Zeit mehrfach durch Ketten und Stahlseile gesichert. Sie gilt mit einem Stammumfang von 11,65 Meter als dickster Baum Brandenburgs. Daneben war zwischen Brielow und Radewege Siedlung eine Kastanienallee als Naturdenkmal ausgewiesen. Dieses wurde aus der Liste gelöscht.
An der Gemeindegrenze zur Stadt Brandenburg befinden sich die als Bodendenkmal geschützten Schwedenwälle beziehungsweise Schwedenschanzen. Diese sind eine spätmittelalterliche beziehungsweise frühneuzeitliche Verteidigungsanlage zwischen dem nördlichen Bohnenländer See und dem Grönschen Bruch Brielow. Die beiden Wälle und drei Gräben wurden von der Altstadt Brandenburg als Landwehr angelegt und später im Zuge des Dreißigjährigen Krieges vom Volksmund mit ihrem heutigen Namen benannt.
Weitere Bodendenkmale sind in der Liste der Bodendenkmale in Beetzsee aufgeführt.

## Schutzgebiete
Eine Vielzahl von sich teilweise überlappenden Schutzgebieten befindet sich in der Gemeinde. Beetzsee liegt beispielsweise mit seiner gesamten Fläche im Bereich des Naturparks Westhavelland. Einige Schutzgebiete überschreiten in Anteilen die Gemeindegrenze. Es gibt ein Naturschutzgebiet, ein Landschaftsschutzgebiet, einen Naturpark, drei geschützte Landschaftsbestandteile, ein Flächennaturdenkmal, ein Naturdenkmal und ein SPA-Gebiet (europäisches Vogelschutzgebiet). Daneben sind weitere Bereiche als geschützte Biotope und einige Straßen als geschützte Alleen ausgewiesen.
| Schutzausweisung                   | Name                          | Größe in ha |
| ---------------------------------- | ----------------------------- | ----------- |
| Naturschutzgebiete                 | Marzahner Fenn und Dünenheide | 725         |
| Landschaftsschutzgebiete           | Westhavelland                 | 136.071     |
| Naturparke                         | Westhavelland                 | 131.500     |
| Geschützte Landschaftsbestandteile | Marzahner Fenn                |             |
|                                    | Grönsche Bruch Brielow        |             |
|                                    | Radeweger Erdelöcher          |             |
| Flächennaturdenkmale               | Seehofinsel Brielow           |             |
| Naturdenkmale                      | Schwedenlinde                 |             |
| SPA-Gebiete                        | Mittlere Havelniederungen     | 25.024      |

### Naturpark Westhavelland

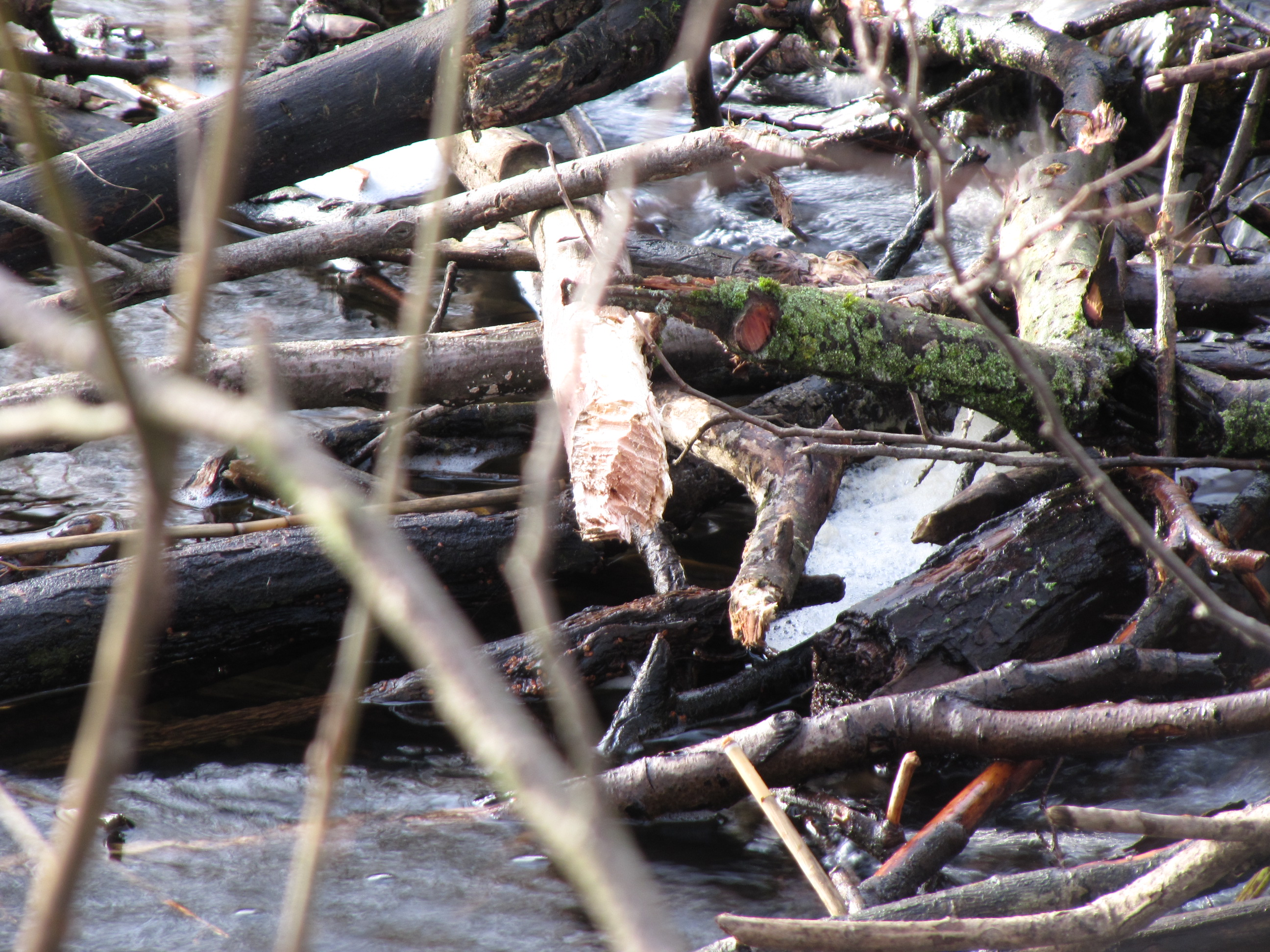
Fraßspuren eines Bibers im Naturpark Westhavelland bei Radewege

Die Gemeinde Beetzsee ist ein Teil des sich entlang der Unteren Havel erstreckenden Naturparks Westhavelland, mit 1315 Quadratkilometern Fläche das größte Schutzgebiet in Brandenburg. Es umfasst eines der größten zusammenhängenden Feuchtgebiete des europäischen Binnenlandes und Mitteleuropas und ist größtes Rast- und Brutgebiet für Wat- und Wasservögel im Binnenland. Die Feuchtgebiete sind auch einer der größten Binnenrastplätze nordischer Zugvögel. Im Frühjahr rasten auf den Seen und flach überstauten Wiesen entlang der Havel tausende Gründel- und Tauchenten. Große Schwärme Watvögel suchen nach Nahrung, ehe sie in ihre nördliche und östliche Heimat weiterziehen. Teilweise finden die Vögel dort aber auch geeignete Brutgebiete und so beherbergen die Niederungen des Naturparks den bedeutendsten Anteil der stark gefährdeten und vom Aussterben bedrohten Wiesenbrüter Brandenburgs. Im Schutzgebiet nisten beispielsweise der Große Brachvogel, Kiebitze, Uferschnepfen, Rotschenkel, Bekassinen und Wachtelkönige. Es brüten bedrohte Entenarten wie die Löffelente, die Knäkente und die Schnatterente. Auch Spießenten sind dort noch heimisch. An Greifvögeln gibt es See- und Fischadler, Milane und Wiesenweihen. Der Kampfläufer ist das Wappentier des Naturparks Westhavelland. In den Herbstmonaten durchziehen Graugänse und Kraniche den Naturpark. Neben der Vielzahl von Vögeln leben am Beetzsee auch Biber und Fischotter.

### Naturschutzgebiet Marzahner Fenn und Dünenheide

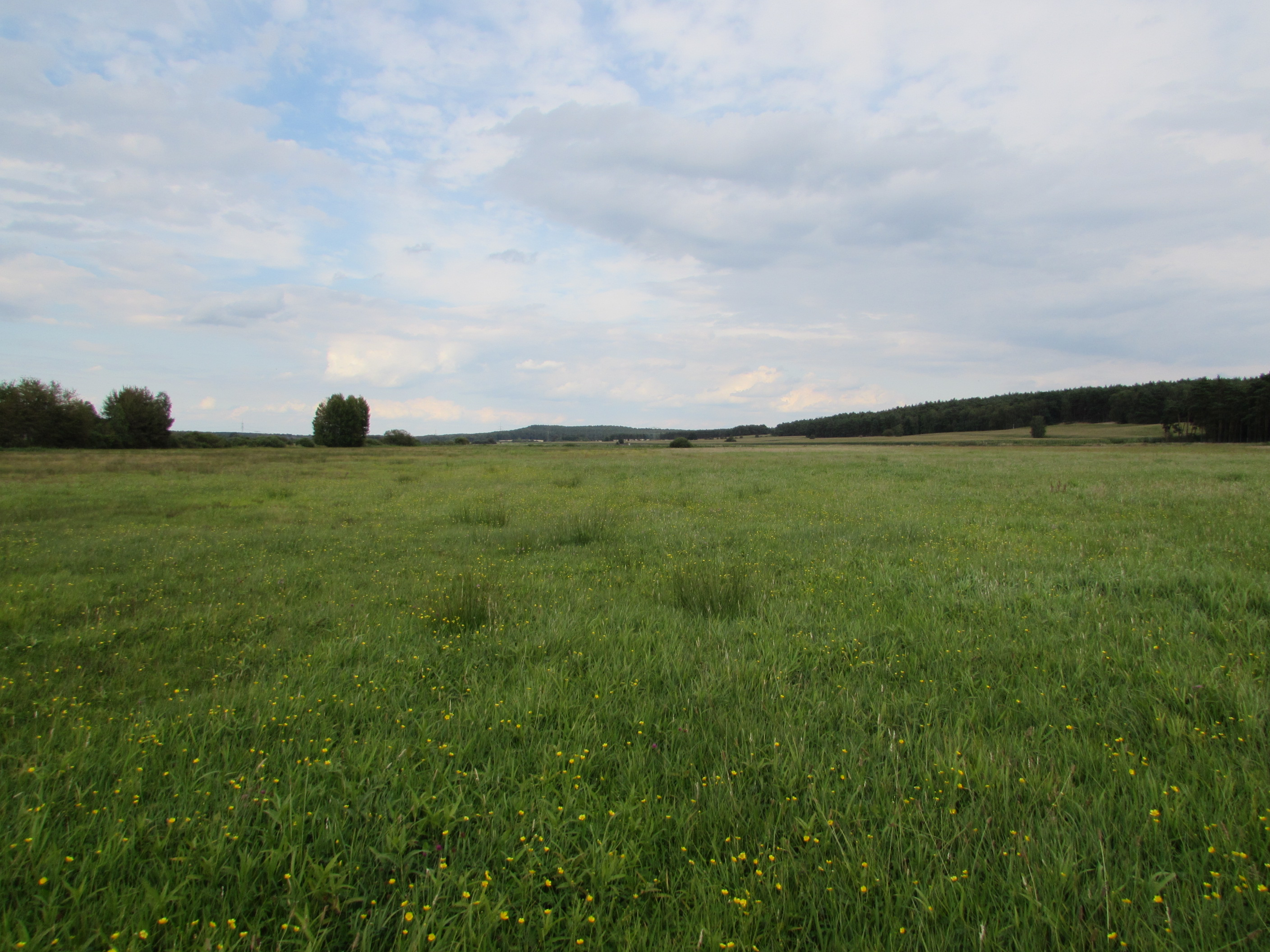
Blick nach Nordosten im Marzahner Fenn

Das Marzahner Fenn im Norden Beetzsees ist Teil des Naturschutzgebietes Marzahner Fenn und Dünenheide. Dieses 725 Hektar große Naturschutzgebiet zeichnet sich durch einen engen räumlichen Bezug verschiedener Lebensräume aus. So gibt es naturnahe Erlen- und Kiefernwaldgesellschaften auf nährstoffarmen Standorten, Wasserflächen, leichte Höhenzüge mit nur extensiv genutzten Trockentälern, sogenannte Zwergstrauch- und Dünenheiden, kleine Niedermoore, Feucht- und Nasswiesen. Aufgrund der unterschiedlichen Lebensräume leben im Schutzgebiet eine Vielzahl von teilweise gefährdeten Pflanzen- sowie Vogel-, Reptilien- und Amphibienarten. Nach Angaben des Naturschutzbundes Deutschland gelten 78 der 156 im Marzahner Fenn und in der Dünenheide nachgewiesenen Wirbeltierarten als gefährdet. Das Gebiet stellt ein ökologisches Bindeglied zwischen dem Beetzsee und dem Riewendsee im Osten, der Havelniederung im Westen und dem Havelländischen Luch im Norden dar. Einige der im Naturschutzgebiet lebenden Tier- und Pflanzenarten sind Fischadler, Schreiadler, Baumfalke, Bekassine, Wachtel, Kranich, Raubwürger, Zauneidechse, Ringelnatter, Knoblauchkröte, Moorfrosch, Kammmolch, Blutweiderich und Tausendblatt. Das Naturschutzgebiet Marzahner Fenn und Dünenheide ist in seiner Gänze Teilgebiet des europäischen Vogelschutzgebietes (SPA-Gebiet) Mittlere Havelniederungen und im nördlichen Bereich Teilgebiet des FFH-Gebiets Weißes Fenn und Dünenheide. Es gehört zum europäischen Schutzgebietsnetz Natura 2000.

## Wirtschaft
Hauptwirtschaftszweige Beetzsees sind der Tourismus und die Landwirtschaft. In Beetzsee gibt es ausschließlich klein- und mittelständische Unternehmen. Ein größeres Industriegebiet befindet sich in Brielow Ausbau. Dort ist neben anderen Betrieben eine mittelständische Maschinenbaufirma und ein Drahtwerk angesiedelt.

### Tourismus

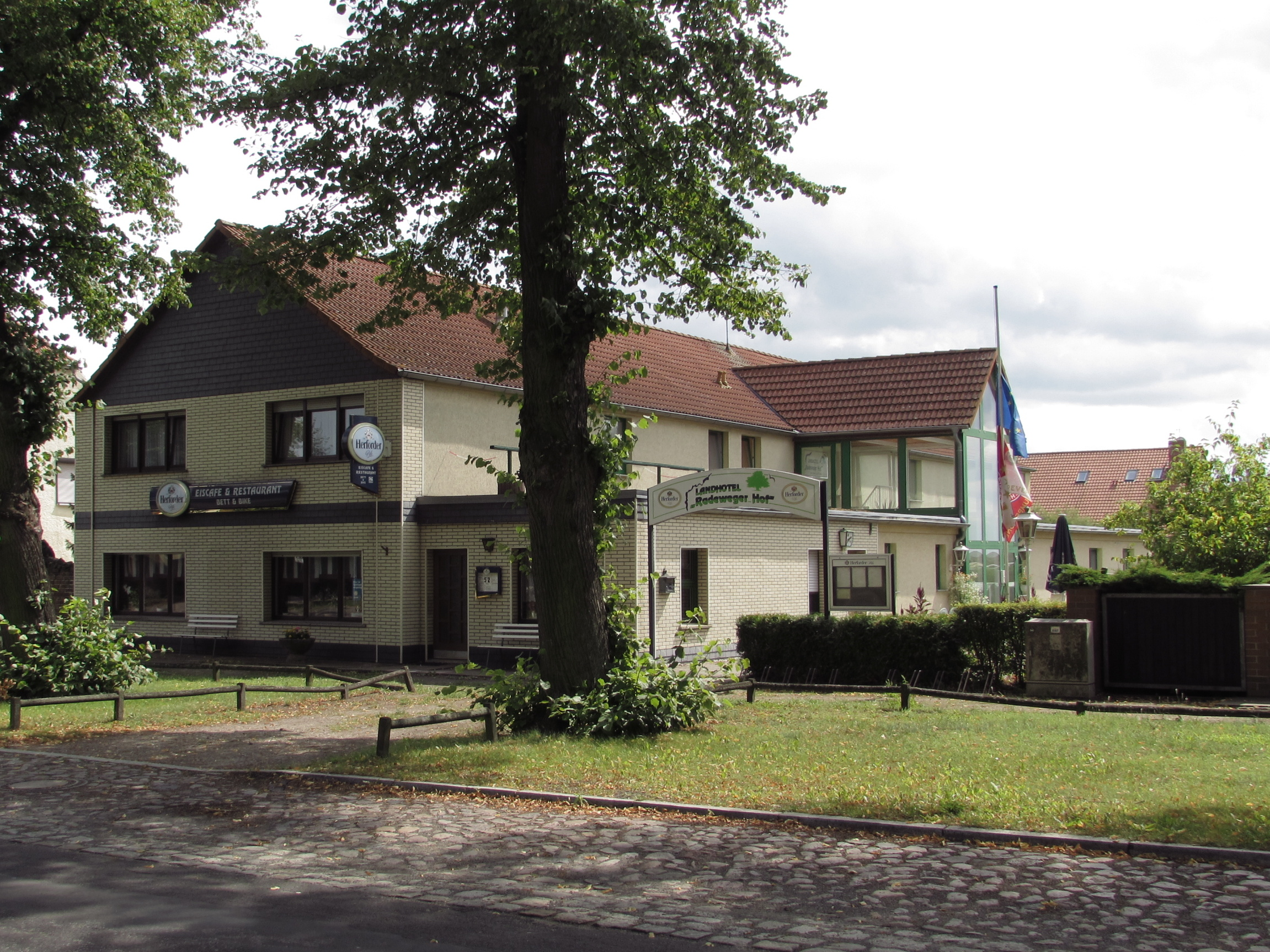
Hotel in Radewege

In der Gemeinde hat durch die direkte Lage am Beetzsee und die umliegende Landschaft vor allem der Natur-, Wasser- und Wassersporttourismus eine zunehmende, auch wirtschaftliche Bedeutung. Segel- und Motorbootsport sind auf seiner ganzen Fläche möglich. Bademöglichkeiten bieten neben dem Beetzsee auch eine Vielzahl von Tongrubenseen. Auch Wasserwanderungen aus Richtung der Unteren Havel entlang der Beetzsee-Riewendseekette sind bei Touristen beliebt. Neu sind Fahrten und Urlaube in gemieteten führerscheinfreien Hausbooten auf dem See. Bei Eisfreiheit ist der Beetzsee über die Havel und den mit ihr verbundenen Wasserstraßen ganzjährig mit privaten Booten erreichbar. Es gibt mehrere Hotel- beziehungsweise Ferienhausanlagen in den Orten und viele Brandenburger haben ihre Wochenend- und Ferienhäuser in der Gemeinde und entlang des Sees. Seit mehreren Jahren berührt der Beetzsee-Havel-Radweg und der Storchenwanderweg die Gemeinde. Beide führen als Rundwege um den Beetzsee. Die Ferienregion Beetzsee ist eine der Urlaubsregionen Brandenburgs mit den höchsten Zuwächsen.

### Land- und Forstwirtschaft
Die Landwirtschaft ist ein bedeutender Wirtschaftsfaktor in der Gemeinde. 1297 Hektar der Flächen Beetzsees werden landwirtschaftlich genutzt. Das entspricht einem Anteil von 61,4 Prozent. Die natürlichen Voraussetzungen für Ackerbau sind unterschiedlich zu bewerten. Einerseits dominieren in weiten Gebieten sandige, trockene und nährstoffarme Böden, andererseits sind weite Bereiche ehemaliger Moorflächen ertragreich. Als Gebiet mit sehr hohem Ertragspotential ist die pseudogleyhaltige ausgedehnte Landwirtschaftsfläche nördlich von Radewege beschrieben. Weitere landwirtschaftliche Flächen mit hohem Ertrag befinden sich im Marzahner Fenn, in der Butter Laake und zwischen Brielow und Radewege. Größter lokaler Erzeuger ist die Brielower Agrar GmbH, in der vorher genossenschaftliche Betriebe organisiert wurden.
In Beetzsee gibt es 360 Hektar Waldfläche. Größte zusammenhängende Waldgebiete sind nördliche Ausläufer des Altstädtischen Forstes sowie die bewaldeten Höhenzüge des Schwarzen Berges und der nach Nordwesten verlaufenden Hügelkette. Die weitaus größten Teile der forstwirtschaftlichen Flächen sind mit Kiefern bestockt. Bei den Kiefernforsten handelt sich meist um einstufige Reinbestände, sogenannte Altersklassenwälder. Hintergrund ist, dass in den ersten beiden Jahrzehnten nach dem Zweiten Weltkrieg umfangreiche Kahlschläge erfolgten, die unter der Vorgabe einer maximalen Holzproduktion monokulturell wieder aufgestockt wurden. In den letzten Jahren ist jedoch ein forstwirtschaftlicher Umbau dieser Wälder festzustellen. Es wird verstärkt von Kahlschlägen und monokultureller Aufforstung abgesehen und stattdessen die Entwicklung von naturnäheren Laubmisch- und Laubwäldern vorangetrieben.

## Infrastruktur

### Verkehr

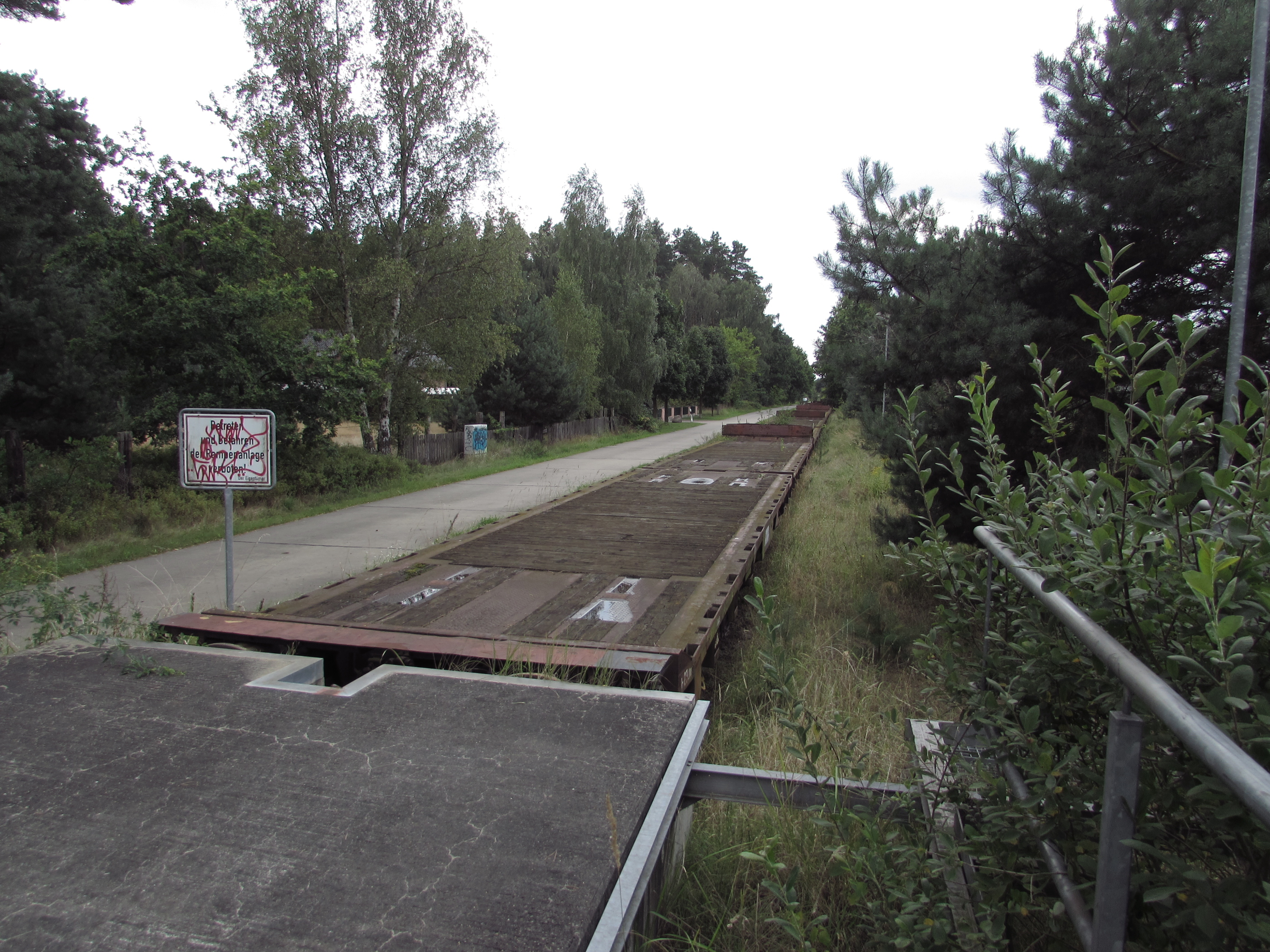
Abgestellte Güterwaggons am Prellbock in Brielow Ausbau

Hauptachse des Straßenverkehrs ist die Landesstraße 98, die von Brandenburg nach Rathenow führt. Sie ist die meistbefahrene Straße der Gemeinde. Von Süden durchquert sie aus Brandenburg kommend Brielow Ausbau, Brielow und Radewege Siedlung, bevor sie am Rande des Marzahner Fenns nach Havelsee die Gemeinde verlässt. Nördlich von Radewege Siedlung zweigt die Landesstraße 981 ab und führt quer durch Radewege. Diese Landesstraße endet im äußersten Osten an der Landesstraße 911, die auf einem kurzen Stück zwischen Mötzow und Butzow, die zu Beetzseeheide gehören, durch das Gemeindegebiet führt. Weiterhin gibt es kommunale und private Straßen.
Die Gemeinde Beetzsee liegt mit einigen Hafenanlagen an der Beetzsee-Riewendsee-Wasserstraße, einer Bundeswasserstraße. Auf Höhe der Gemeinde ist sie mit der Klasse IV ausgewiesen. Dies bedeutet, dass sogenannte Europaschiffe mit den Abmessungen 85 Meter Länge, 9,50 Meter Breite und 2,50 bis 3,00 Meter Tiefgang zugelassen sind. Der Beetzsee wird von solchen Schiffen jedoch nur im äußersten Süden auf kurzer Strecke zwischen der Schleuse Brandenburg und dem Silokanal befahren. Während der See im Bereich der Gemeinde früher ein bedeutender Verkehrsweg für die Berufsschifffahrt war, hat sich dieses Bild mittlerweile vollständig geändert. Berufsschifffahrt in Form von Frachtschiffverkehr findet faktisch nicht mehr statt. Nur Wasserfahrzeuge für Reparatur- und Ausbesserungsarbeiten im Bereich der Wasserstraße und Fahrgastschiffe befahren neben der Freizeit- und Sportschifffahrt den See auf Höhe der Gemeinde. Bei Letzteren gab es im Gegensatz zur Berufsschifffahrt in den letzten Jahrzehnten einen sehr starken Zuwachs, sodass der See gerade in den Frühjahrs- und Sommermonaten viel befahren ist. Die Hafenanlagen umfassen Anleger für Fahrgastschiffe in Brielow und Radewege und Marinas für Motor- und Segelboote.
Mit der Einstellung des Verkehrs auf der durch Brielow und Radewege führenden Strecke der Westhavelländischen Kreisbahnen in den 1960er Jahren und dem weitgehenden Rückbau des Gleises wurde das heutige Beetzsee fast vollständig vom deutschen Schienennetz abgekoppelt. Einzig Brielow Ausbau im Süden verfügt noch über einen Schienenstrang von knapp 500 Meter Länge, der nach Brandenburg angebunden ist und den Rest der Strecke der Kreisbahnen darstellt. Dieser wird vor allem als Abstellgleis für Güterwaggons verwendet.
Seit der Stilllegung der Bahnstrecke ist der Busverkehr heute der einzige Träger des öffentlichen Personennahverkehrs in der Gemeinde. Brielow Ausbau wird an Wochentagen an zwei Haltestellen von der Verkehrsbetriebe Brandenburg an der Havel GmbH (VBBr) mit der Stadtbuslinie C bedient. Weiterhin verkehren drei regionale Buslinien durch Beetzsee. Diese werden von der Verkehrsgesellschaft Belzig mbH (VGB) befahren. Bedeutendste Linie ist die 569, die von Brandenburg nach Päwesin beziehungsweise Riewend über Brielow Ausbau, Brielow, Radewege Siedlung und Radewege führt. Sie ist die einzige Linie, die auch am Wochenende und an Feiertagen verkehrt und eine gewisse Taktung aufweist. Daneben werden an Schultagen die Linien 564 von Brandenburg über Brielow nach Havelsee und 552 von Brandenburg über Mötzow nach Radewege befahren. Diese Linien fahren ohne Takt und werden nur mit einzelnen Fahrten bedient. Beetzsee liegt im Verkehrsverbund Berlin-Brandenburg und ist in dessen Tarifsystem integriert. So ist es möglich, im Nahverkehr mit verschiedenen Verkehrsträgern, beispielsweise von den Städten Berlin, Potsdam oder Brandenburg mit einem einzelnen Fahrschein nach Beetzsee zu fahren.

### Bildung, öffentliche Einrichtungen

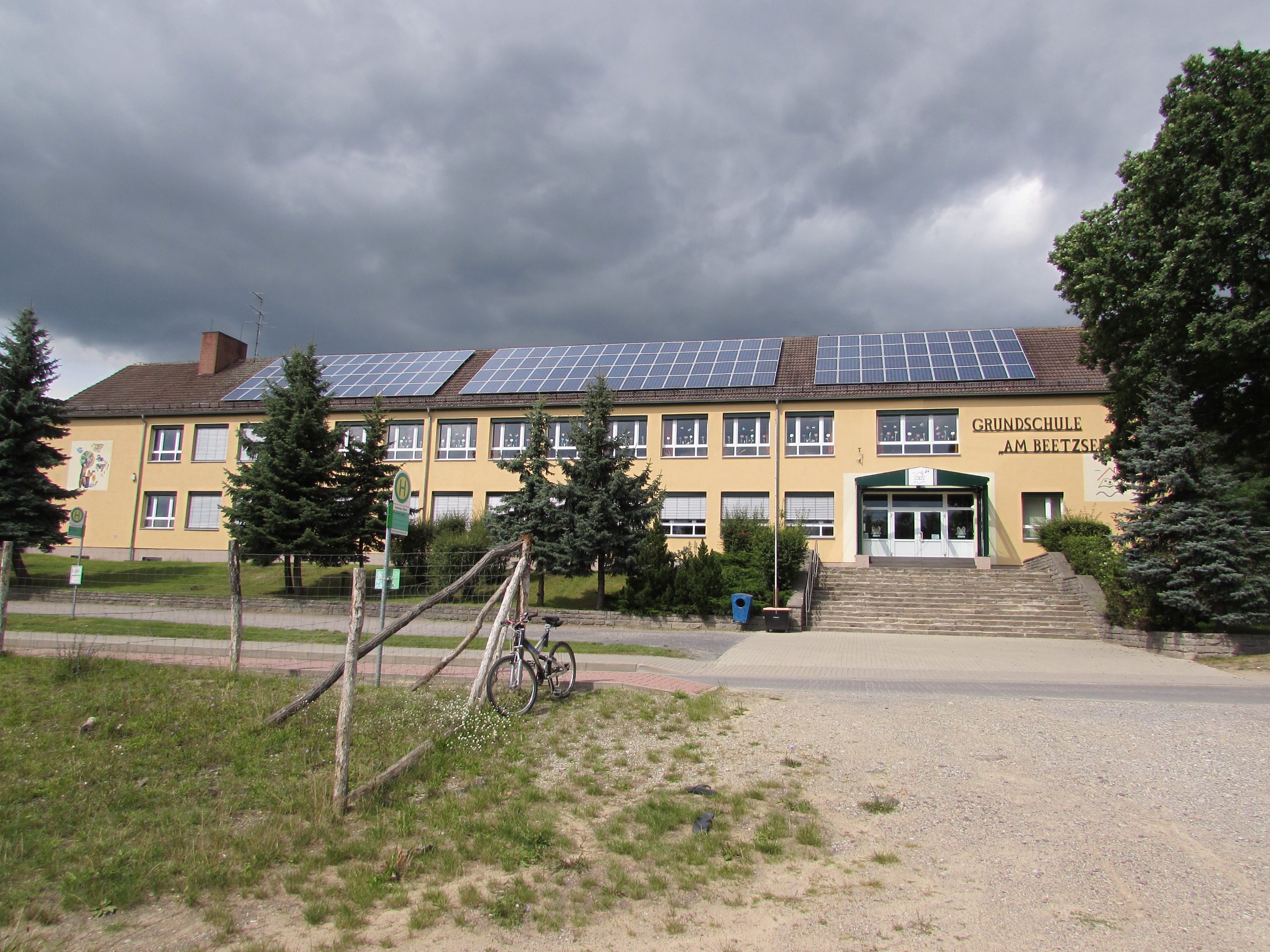
Grundschule „Am Beetzsee“ am Hasselberg

Die einzige Schule in der Gemeinde ist die heutige Grundschule „Am Beetzsee“ in Radewege, die unmittelbar am Hasselberg im Osten des Dorfes liegt. In ihr werden primär die Schüler Beetzsees und der Ortsteile Butzow, Gortz und Ketzür der Gemeinde Beetzseeheide bis zum Ende der sechsten Klasse unterrichtet. Die Radeweger Schule wurde am 1. Juni 1962 als Neubau eingeweiht und war bis 1991 eine zehnklassige Allgemeinbildende Polytechnische Oberschule. Von 1976 bis 1991 trug sie den Namen „Wladimir Iljitsch Lenin“. Anschließend wurde sie in eine Grundschule umgewandelt. Die nächstgelegenen weiterführenden Schulen befinden sich in der Stadt Brandenburg.

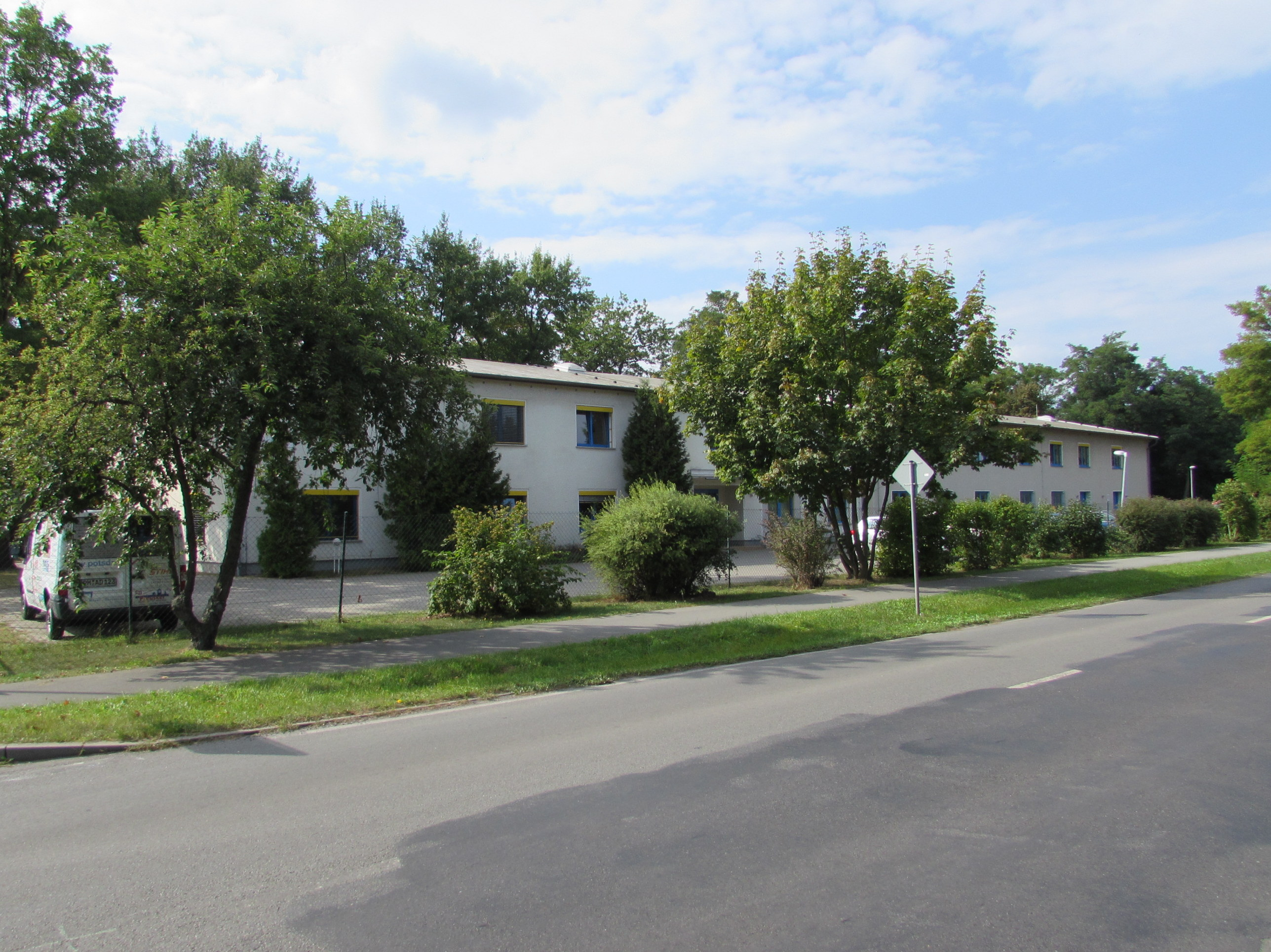
Verwaltung von Gemeinde und Amt Beetzsee in Brielow Ausbau

In Brielow und in Radewege gibt es jeweils einen Kindergarten. Die Freiwillige Feuerwehr Beetzsee besteht aus den Freiwilligen Feuerwehren Brielow und Radewege. In beiden Ortsteilen gibt es Feuerwehrhäuser mit Lösch- und Einsatzfahrzeugen. Die Gemeinde hat ihren Sitz in Brielow Ausbau in der Chausseestraße 33 b. Dort befindet sich auch der Sitz des Amtes Beetzsee mit dem Standesamt, Bauamt, Amt für Ordnung und Soziales und dem Amt für zentrale Dienste und Finanzen.

### Medizinische Einrichtungen
Eine Allgemeinarzt-, eine Kinderarzt- und eine Zahnarztpraxis in Brielow gewährleisten die medizinische ambulante Grundversorgung in der Gemeinde. Weiterhin gibt es neben der Allgemeinarztpraxis eine Physiotherapeutische Praxis im selben Gebäude. Die nächstgelegenen Krankenhäuser befinden sich in der Stadt Brandenburg. Das dortige Universitätsklinikum Brandenburg an der Havel dient als Krankenhaus der Schwerpunktversorgung. Das Sankt-Marien-Krankenhaus ist ein geriatrisches, die Asklepiosklinik ein neurologisches und psychiatrisches Spezialkrankenhaus und die Heliosklinik Hohenstücken eine neurologische Rehabilitationseinrichtung. Für den Rettungsdienst sind die Rettungswachen in Brandenburg und Bollmannsruh (Päwesin) zuständig. Der nächstgelegene Standort eines Rettungshubschraubers befindet sich ebenfalls in der Stadt Brandenburg. In Brielow existiert eine veterinärmedizinische Einrichtung, die Pferdeklinik Havelland, in der Pferde umfassend medizinisch behandelt werden können.

### Medien und Sport
Die Tageszeitung mit der meistverkauften Auflage in Beetzsee ist die Märkische Allgemeine mit Sitz in Potsdam. Die auch für die Gemeinde zuständige Lokalredaktion hat ihren Sitz im benachbarten Brandenburg an der Havel. Daneben gibt es die beiden kostenlosen, über Anzeigen finanzierten Zeitungen Brandenburger Wochenblatt (BRAWO) und PreussenSpiegel, die regionale und lokale Nachrichten publizieren.
In Radewege gibt es einen kommunalen Sportplatz und eine Sporthalle. Beide Einrichtungen werden für den Schul- und Vereinssport genutzt. Weiterhin existieren in Beetzsee Reitsportanlagen. Sportvereine in der Gemeinde sind die SG Blau-Weiß 90 Brielow, der SV Nordstern Radewege mit den Sparten Volleyball, Gymnastik und Radwandern und der Reit- und Fahrverein Beetzsee 93. Unmittelbar südöstlich der Gemeinde befindet sich die internationale Wettkampfstätte Regattastrecke Beetzsee, auf der regelmäßig Ruder- und Kanuwettkämpfe stattfinden. Daneben ist der Beetzsee ein ausgewiesenes Segelrevier.

## Persönlichkeiten
- Corinna Breite (* 1967) ist Schauspielerin und Kommunalpolitikerin in Beetzsee und lebt in Radewege.
- Oliver Breite (* 1963) ist Theater- und Filmschauspieler und lebt in Radewege.
- Karl Neumann (1916–1985) war ein deutscher Kinder- und Jugendschriftsteller, lebte seit 1972 in Brielow und starb in Radewege.
- Gertrud Piter (1899–1933) war eine Gewerkschafterin, Widerstandskämpferin gegen den Nationalsozialismus und wurde in Brielow geboren.
- Paul Pribbernow (* 1947) ist ein deutscher Karikaturist und lebt in Radewege.
- Jens Riechers (* 1964) war ein Rugby-Union-Nationalspieler der DDR, ist Kommunalpolitiker in Beetzsee und wohnhaft in Radewege.